# Ki kicsoda a magyar sportéletben? (I–R)

## 
A Ki kicsoda a magyar sportéletben? második kötete I és R kezdőbetű közötti személyek életrajzát, sporteredményeit tartalmazza. 531 oldalon 2328 szócikket foglal magába a könyv. Az alábbi lista a kötetben szereplő szócikkek felsorolása. A könyvben található hibás adatok javítva, megjegyzéssel ellátva szerepelnek a listában, kiegészítve az azóta történt halálozásokkal.

## I, Í
- [2270] Iga István (1958) tájfutó, edző
- [2271] Igaly Diana (1965–2021) sportlövő
- [2272] Igaz Lajos (1949) sportlövő, edző
- [2273] Iglói Mihály (1908–1998) atlétaedző, középtávfutó, hosszútávfutó
- [2274] Ignácz Ilona, Balogh Sándorné (1943) kézilabdázó, edző, szakíró
- [2275] Iharos Sándor (1930–1996) atléta, hosszútávfutó, edző
- [2276] Ihász Kálmán (1941–2019) labdarúgó
- [2277] Ihász Sándor (1938) sportvezető
- [2278] Ikolity István (1970) evezős
- [2279] Ilku István (1933–2005) labdarúgó
- [2280] Illényi Pál (1941) öttusázó, edző
- [2281] Illés Béla (1968) labdarúgó
- [2282] Illés Csaba (1972–1992) tájfutó
- [2283] Illés István (1962) birkózó
- [2284] Illés János (1963) súlyemelő
- [2285] Illés Mihály (1940) cselgáncsozó, edző
- [2286] Illés Sándor (1958) kézilabdázó
- [2287] Illovszky Rudolf (1922–2008) labdarúgó, edző
- [2288] Illy László (1940) síelő, edző
- [2289] Illy Zoltán (1950) motorcsónak-versenyző
- [2290] Illyés Miklós (1972) cselgáncsozó
- [2291] Ilyés Ildikó (1966) atléta, gyalogló
- [2292] Ilyés János (1966) síelő
- [2293] Imre Géza (1974) párbajtőrvívó
- [2294] Imre László (1929) röplabdázó
- [2295] Imre Mátyás, ifj. (1957–2012) sportújságíró
- [2296] Imrédy Magda, Újpétery Elemérné (1916) műkorcsolyázó
- [2297] Ináncsi Rita (1971) atléta, hétpróbázó, távolugró
- [2298] Ipacs László (1946) cselgáncsozó
- [2299] Ipacs László (1951) vízilabdázó, edző
- [2300] Ipacs László (1969) síelő, sílövő
- [2301] Irányi Margit, Hollóné (1953–2007) atléta, súlylökő, edző
- [2302] Irmai István (1961) kajakozó
- [2303] Isaszegi Róbert (1965) ökölvívó
- [2304] Istenes Gusztáv (1911–1993) atléta, középtávfutó
- [2305] Istóczky József (1944) atléta, rövidtávfutó
- [2306] Istvánfi Csaba (1936–2017) pszichológus, edző
- [2307] Ivády Sándor (1903–1998) vízilabdázó, edző
- [2308] Iváncsik Mihály (1959) kézilabdázó
- [2309] Iváncsó Vilmos (1939–1997)[1] röplabdázó, edző
- [2310] Ivánka Mária, Budinszkyné (1950) sakkozó, edző
- [2311] Ivánkai György (1937) gyorskorcsolyázó, edző
- [2312] Ivanov Dragan (1942) atléta, hármasugró
- [2313] Iváskó Gabriella, Virágné (1958) asztaliteniszező, edző
- [2314] Izsák Éva (1967) kerékpárversenyző
- [2315] Izsák Szabolcs (1944–1993) vitorlázó
- [2316] Izsák Tibor (1947) vitorlázó
- [2317] Izsó Ignác (1956) labdarúgó, sportvezető

## J
- [2318] Jacsó József (1962) súlyemelő
- [2319] Jaczó László (1947) úszó
- [2320] Jáger Imre (1963) birkózó, edző
- [2321] Jagicza Réka (1975) evezős
- [2322] Jagodics Zsolt (1967) röplabdázó
- [2323] Jakab Erzsébet, Jó Péterné (1950) atléta, középtávfutó, edző
- [2324] Jakab Gabriella, Hankó Pálné (1961) kézilabdázó
- [2325] Jakab György (1945) öttusázó
- [2326] Jakab István (1960) gyeplabdázó
- [2327] Jakab József (1952) sportújságíró
- [2328] Jakab József (1954) ökölvívó
- [2329] Jakab László (1953) lovas, edző
- [2330] Jakab Sára, Benedek Antalné (1927) evezős, edző
- [2331] Jakab Vilmos (1952–2024)[2] ökölvívó, edző
- [2332] Jakabffy Sándor (1931–2010)[3] atléta, rövidtávfutó
- [2333] Jakabházy László (1938–2025) jégkorongozó, edző, sportvezető
- [2334] Jákfalvy Béla (1931) teniszedző, sportvezető, szakíró
- [2335] Jákó Péter (1936) orvos
- [2336] Jakobovits Imre (1963) evezős
- [2337] Jakosits Tibor (1938) sportlövő
- [2338] Jalsoviczky Anna, Tóth Gyuláné (1934–2012) kosárlabdázó
- [2339] Jámbor József (1957) atléta, magasugró
- [2340] Jámbor Károly (1973) jégkorongozó
- [2341] Janák Mária (1958) atléta, gerelyhajító
- [2342] Jancsika Károly (1955) labdarúgó
- [2343] Jancsó Antal (1934–2023) teniszező, edző
- [2344] Jankó Ilona (1957) atléta, középtávfutó
- [2345] Jankó Mária (1955) vitorlázó, fotóművész
- [2346] Jankovich Béla (1955) tollaslabdázó
- [2347] Jankovich Éva (1961) kosárlabdázó
- [2348] Jánosi Ervin (1936–2015) sakkfeladványszerző, levelezési sakkozó
- [2349] Jánosi Ferenc (1938–2023) röplabdázó, edző, sportvezető
- [2350] Jánosi Zsuzsa (1963) tőrvívó
- [2351] Jánosy Károly (1955) sportújságíró
- [2352] Janovics Ferenc (1948) ejtőernyős
- [2353] Jánovszki László (1953) kézilabdázó, sportvezető, edző
- [2354] Jantolecz Ilona, Hirl Jánosné (1944) kajakozó
- [2355] Janza Péter (1953) kajakozó
- [2356] Járosi János (1953–2017) röplabdázó, edző
- [2357] Jászberényi Miklós (1946–2010)[4] sportvezető
- [2358] Jausz Ildikó, Simó Ágostonné (1935) síelő
- [2359] Jávor Péter (1950) újságíró, úszó
- [2360] Jávori Mária, Rozgonyi Dezsőné, Pete Vincéné (1921) teniszező, edző
- [2361] Jeddi Mária, Bocsi Tamásné (1965–2021) kézilabdázó
- [2362] Jegenyés Alpár (1958) kézilabdázó
- [2363] Jelinek István (1943) tájfutó, síelő
- [2364] Jenei Anikó (1965) labdarúgó
- [2365] Jenei Ferenc (1915–1996)[5] sakkozó, edző
- [2366] Jenei Imre (1937) labdarúgó, edző
- [2367] Jenei István (1953–2011) sportlövő, edző
- [2368] Jenei Károly (1961–2016)[6] kerékpárversenyző
- [2369] Jeney László (1923–2006) vízilabdázó
- [2370] Jenik Gyula (1905–1992) sakkozó, levelezési sakkozó, sportvezető
- [2371] Jenovai Klára, Nagy Péterné (1949–2016) tájfutó
- [2372] Jereb Gábor (1930) vitorlázórepülő-oktató, szakíró
- [2373] Jeszenszky László (1927–2003)[7] atléta, akadályfutó, sportvezető
- [2374] Jobbágy János (1920–1994) síelő
- [2375] Jobbágy Lukács (1964) sportlövő, edző
- [2376] Jójárt András (1953) autóversenyző
- [2377] Jóna Magda (1934–1993) kézilabdázó
- [2378] Jónás Ildikó (1941) atléta, rövidtávfutó, gátfutó
- [2379] Jóny István (1941–2022)[8] atléta, akadályfutó, középtávfutó
- [2380] Jónyer István (1950) asztaliteniszező, edző
- [2381] Joó Attila (1971) evezős
- [2382] Joó Éva (1970) sportlövő
- [2383] Joós István (1953) kajakozó
- [2384] Joósz Attila (1942–2021) kézilabdaedző
- [2385] Jordán Gábor (1935–2014) vitorlázó, sportvezető
- [2386] Jószai János (1927) cselgáncsozó, edző
- [2387] Jószai Klára, Vermesné (1942) teniszező, edző
- [2388] Jován Róbert (1967) labdarúgó
- [2389] Józan György (1905–1991) sportvezető
- [2390] Józsa Dezsőné, Szikora Ilona (1918) atléta, diszkoszvető
- [2391] Judik Béla (1962) kosárlabdázó
- [2392] Judik Zoltán (1933) kosárlabdázó, edző
- [2393] Juha Olga (1962) atléta, magasugró
- [2394] Juhász Ágnes, Szilvássy Sándorné, Balajcza Tiborné (1952) röplabdázó
- [2395] Juhász Béla (1921–2002)[9] atléta, hosszútávfutó, edző
- [2396] Juhász Erzsébet, Belloni Gyuláné (1909–?) gyeplabdázó
- [2397] Juhász Erzsébet, Ecsekiné (1958) atléta, rövidtávfutó
- [2398] Juhász Gábor (1960) súlyemelő
- [2399] Juhász Gusztáv (1911–2003) labdarúgó, edző
- [2400] Juhász György (1961) motorcsónak-versenyző, edző
- [2401] Juhász István (1931) ökölvívó edző
- [2402] Juhász István (1944) súlyemelőedző
- [2403] Juhász István (1945–2024) labdarúgó
- [2404] Juhász József (1921) sportorvos
- [2405] Juhász Károly (1953) vízilabdaedző
- [2406] Juhász Károly (1955) motorversenyző, sportvezető, edző
- [2407] Juhász Katalin, Juhász Nagy Etelka, Tóth Gézáné (1932) tőrvívó, edző
- [2408] Juhász László (1944) tekéző, edző
- [2409] Juhász László (1950) lovas, fogathajtó
- [2410] Juhász László (1951) ökölvívó
- [2411] Juhász Péter (1948–2024) labdarúgó
- [2412] Juhász Sándor (1947) kosárlabdaedző
- [2413] Juhász Terézia, Markgraf Lászlóné (1943) evezős
- [2414] Juhász Zoltán (1944–1991) kézilabdázó, edző
- [2415] Juhász Zoltán (1964) evezős
- [2416] Juhász Zsolt (1968) jégkorongozó
- [2417] Juhász Nagy Mónika (1969) tornász
- [2418] Juhos Árpád (1949) motorversenyző
- [2419] Juhos Eszter, Dudásné (1953) asztaliteniszező, edző
- [2420] Juhos József, ifj. (1948) asztaliteniszező, sportvezető
- [2421] Jung Edina, Gyeneiné (1968) súlyemelő
- [2422] Junghaus Gusztáv (1945–1999) ökölvívó, edző
- [2423] Jungi Erzsébet (1950) evezős
- [2424] Juni György, id. (1937–2009) röplabdázó, edző, szakíró
- [2425] Juni György, ifj. (1971) sportújságíró
- [2426] Juratovics Aladár (1930–1999) sportvezető
- [2427] Jurek Eszter, Siraky Lorándné, Bartha Antalné (1936) műkorcsolyázó
- [2428] Justin Viktória (1959) vízilabdázó, sportvezető
- [2429] Juszkó János (1939–2018) kerékpárversenyző, edző
- [2430] Jutasi István (1929–2011)[10] vitorlázó
- [2431] Jutassy József (1949) autóversenyző

## K
- [2432] Kacskó Sándor (1960) sportlövő
- [2433] Kacsur János (1960) cselgáncsozó, edző
- [2434] Kaczander Ágnes (1953) úszó, edző, pszichológus
- [2435] Kada Ágnes Gulácsi Ferencné (1953) tőrvívó, edző
- [2436] Kádár József, ifj. (1952) vízilabdázó, edző, sportvezető
- [2437] Kádár Zoltán (1961–2025) kézilabdázó
- [2438] Kadler Gusztáv (1955–2019) kajakozó, edző
- [2439] Kadlót Zoltán (1962) atléta, hosszútávfutó
- [2440] Kaffka Imre (1931) evezős
- [2441] Kahlich Endre (1932–2011) sporttörténész, közgazdász
- [2442] Kahn Szilvia (1969) asztaliteniszező
- [2443] Kajdi János (1939–1992) ökölvívó, edző
- [2444] Kajdy György (1964) labdarúgó
- [2445] Kajner Gyula (1967) kajakozó
- [2446] Kakas János (1958) kézilabdázó
- [2447] Kakstedter József (1969) búvárúszó
- [2448] Kakuk József (1963) tornász
- [2449] Kalamár Andrea (1969) atléta, gátfutó, edző
- [2450] Kalász Ferenc (1963) cselgáncsozó
- [2451] Kalaus Valter (1970) úszó
- [2452] Káldy Zoltán (1969) atléta, hosszútávfutó
- [2453] Káli László (1945) cselgáncsozó, edző, sportvezető
- [2454] Kalkó Ede (1937) hajómodellező
- [2455] Kállai Gábor (1959–2021)[11] sakkozó, edző, szakíró
- [2456] Kállay Ervine Dosek Lajosné (1925) síelő, edző
- [2457] Kállay Irén (1927) síelő, edző
- [2458] Kálló István (1964) úszó
- [2459] Kallós Katalin, Cseh Ferencné (1944) evezős, edző, újságíró
- [2460] Kálmán Andrea, Homonnay Andrea (1966) úszó
- [2461] Kálmán Ferenc (1958) vitorlázó
- [2462] Kálmándy Pap Ferenc (1950) vitorlázó, szörföző
- [2463] Kálmándy Pap László (1958) autóversenyző
- [2464] Kálmánfi Géza (1935) atléta, rövidtávfutó
- [2465] Kalmár Ildikó (1953) szörföző, iparművész
- [2466] Kalmár János (1942) kardvívó, orvos
- [2467] Kalmár Jenő (1908–1990) labdarúgó, edző
- [2468] Kalmár József (1959) súlyemelő, edző
- [2469] Kalmár József (1960) súlyemelő
- [2470] Kalmár Péter (1950) kosárlabdázó
- [2471] Kalmár Sándor (1947) repülőmodellező
- [2472] Kalmár Zsuzsa (1960) kézilabdázó, edző
- [2473] Kalmár Zsuzsa Várkonyiné (1964) tornász, edző
- [2474] Kálnai Petra (1978) ritmikus sporgimnasztikázó
- [2475] Kálnoki Kis Attila (1965) öttusázó
- [2476] Kálnoki Kis Sándor (1937) sportvezető, politikus
- [2477] Kalo Annamária (1956) tájfutó, síelő, edző
- [2478] Kalo Edina (1967) tájfutó
- [2479] Kaló Mária, Laborcz Jánosné, Némethy Lászlóné (1938) kosárlabdázó
- [2480] Kalo Marianna (1959) síelő, tájfutó
- [2481] Kaló Sándor (1944–2020) kézilabdázó, edző, sportvezető
- [2482] Kalocsai Henrik (1940–2012)[12] atléta, hármasugró, távolugró
- [2483] Kalocsai László (1968) öttusázó
- [2484] Kalocsai Margit, Pogátsné (1909–1993) tornász, edző
- [2485] Kalocsai Zoltán (1967) ökölvívó
- [2486] Kalocsay Attila (1968) kézilabdázó
- [2487] Kalocsay Ferenc (1957) karatéző, edző
- [2488] Kalocsay Géza (1913–2008) labdarúgó, edző
- [2489] Kámán Attila (1969) labdarúgó
- [2490] Kamarás György (1952) kosárlabdázó
- [2491] Kamarás Péter (1953–2019) újságíró
- [2492] Kammermayer Oszkár (1925–2011)[13] evezős, edző, sportvezető
- [2493] Kamrás Károly (1970) motorversenyző
- [2494] Kamuti Jenő (1937) tőrvívó, sportvezető, orvos
- [2495] Kamuti László (1940–2020) tőrvívó, edző, sportvezető
- [2496] Kancsal Tamás (1951) öttusázó, edző
- [2497] Kangyal Balázs (1969) jégkorongozó
- [2498] Kangyal Tibor (1942) kosárlabdázó, edző
- [2499] Kangyerka Antal (1939–2011) röplabdázó
- [2500] Kangyerka Katalin, Göltl Béláné (1940) tornász, edző
- [2501] Kántor Mihály (1952) labdarúgó
- [2502] Kántor Sándor (1971) röplabdázó
- [2503] Kánya Béla (1929–2000) kerékpárversenyző
- [2504] Kányai Gabriella, Morczné (1962) sportlövő, edző
- [2505] Kanyó Éva (1961–2000) tornász, edző
- [2506] Kapczár János (1950) rádióamatőr
- [2507] Kaplár F. József (1949) sportújságíró, sportvezető
- [2508] Kapócs Anikó (1967) evezős
- [2509] Kapocsi György (1922–1999) ökölvívó
- [2510] Kaposi Gyula (1903–1991) tornász
- [2511] Káposzta Benő (1942–2025) labdarúgó
- [2512] Káposztás Ilona, Molnár Istvánné (1936) röplabdázó
- [2513] Káposztás Miklós (1939–2021) sakkozó, sportvezető
- [2514] Káposztás Zoltán (1964) asztaliteniszező
- [2515] Kappesz Sándor (1958) birkózó, edző
- [2516] Kapros Ibolya, Tóth Lászlóné (1954) síelő
- [2517] Kapu Jenő (1921–2009)[14] sakkozó, edző, szakíró
- [2518] Karába János (1942) labdarúgó
- [2519] Karácson László (1918–2004)[15] öttusázó, párbajtőrvívó, edző
- [2520] Karácsony Gyula (1956) sportlövő
- [2521] Karácsony Imre (1953) cselgáncsozó
- [2522] Karácsony István (1945) tornász, edző, sportvezető
- [2523] Karácsony Kinga (1969) tollaslabdázó
- [2524] Karádi Krisztina (1968) asztaliteniszező
- [2525] Karádi Péter (1926–2011) atléta, rövidtávfutó, edző
- [2526] Karaffa László (1964) atléta, rövidtávfutó
- [2527] Karagits Miklós (1965) kosárlabdázó
- [2528] Kárai Kázmér (1947) atléta, hosszútávfutó, edző
- [2529] Karakas Éva, Kertész Béláné, Karakas Gyuláné, Ladányi Ferencné (1922–1995) sakkozó, edző, szakíró
- [2530] Kárász Judit,Csernák Lászlóné (1952) kosárlabdázó
- [2531] Karaszi Péter (1963) evezős
- [2532] Karáth Emil (1966) búvárúszó
- [2533] Karaus Zoltán (1956) evezős
- [2534] Karcagi Géza (1934) tájfutó
- [2535] Karcagi Imre (1932) tájfutó
- [2536] Karcsú Imre (1934–2013) lovas, díjugrató
- [2537] Karczag Tibor (1967) súlyemelő
- [2538] Kardos Ernő (1954–2000) labdarúgó
- [2539] Kardos Ildikó (1970) tőrvívó
- [2540] Kardos József (1960–2022) labdarúgó
- [2541] Kardos László (1965) kosárlabdázó
- [2542] Kardos Tivadar (1921–1998)[16] sakkfeladványszerző, sportvezető, szakíró
- [2543] Karg Péter (1946) vitorlázó
- [2544] Karger Kocsis László (1953) sportvezető
- [2545] Kármán Katalin, Katona Ferencné (1958) tájfutó
- [2546] Karmos Zoltán (1969) röplabdázó
- [2547] Karnok Csaba (1967) kajakozó
- [2548] Károly Balázs (1945) autóversenyző
- [2549] Károlyfy Edit (1944) tőrvívó
- [2550] Károlyi Tibor, id. (1931) vízilabdázó, edző
- [2551] Károlyi Tibor, ifj. (1961) sakkozó
- [2552] Kárpáti Aurél (1916–2006)[17] sakkfeladványszerző, sportvezető, újságíró
- [2553] Kárpáti Béla (1929–2003) labdarúgó, edző
- [2554] Kárpáti György (1935–2020) vízilabdázó, úszó, edző
- [2555] Kárpáti Hajnalka (1970) öttusázó, triatlonista
- [2556] Kárpáti Irén, Daruházi Lászlóné (1927–2011) tornász
- [2557] Kárpáti Károly (1906–1996) birkózó, edző, sportvezető
- [2558] Kárpáti Rózsi, Jávor Károlyné (1928) asztaliteniszező
- [2559] Kárpáti Rudolf (1920–1999) kardvívó, sportvezető
- [2560] Kárpáti Vera, Buda Ákosné (1935) úszó, edző
- [2561] Kárpi Dániel (1950) kenus, edző
- [2562] Karsa László (1955) sakkozó
- [2563] Karsai Ferenc (1963) tekéző, edző
- [2564] Karsai László (1947) labdarúgó
- [2565] Kas Rita (1956) sakkozó
- [2566] Kásás Zoltán (1946) vízilabdázó, edző, sportvezető
- [2567] Kassai Béla (1942) sportrepülő, vitorlázórepülő
- [2568] Kassai Ervin (1925–2012) kosárlabdázó, edző, játékvezető
- [2569] Kassai György (1946) jégkorongozó
- [2570] Kastner Vera, Fodorné (1965) röplabdázó
- [2571] Kasza Adrienn (1973) súlyemelő
- [2572] Kaszás Éva (1946–1992) evezős, edző
- [2573] Kaszás Gábor (1947–1990) labdarúgóedző
- [2574] Kaszás Sándor (1937) sportújságíró, cselgáncsedző
- [2575] Kasziba István (1945–2020[18]) röplabdázó, edző
- [2576] Kaszper Lászlóné, Somorjai Irén (1915–2002/2003) testnevelő tanár, edző, sportvezető
- [2577] Kátai Eszter (1977) lovastornász
- [2578] Kátay Éva, Kőrösi Árpádné (1937–2015[19]) röplabdázó, sportvezető
- [2579] Kathona Judit, Ináncsi Imréné (1943–2019) kosárlabdázó
- [2580] Katkó Pál (1938–2008)[20] sportlövő, edző
- [2581] Katona András (1938) vízilabdázó, úszó
- [2582] Katona Barnabás (1963) karatéző, kickbokszoló, edző
- [2583] Katona Ervin (1965) atléta, rövidtávfutó
- [2584] Katona Ferenc (1969) öttusázó
- [2585] Katona Gábor (1952) atléta, hármasugró, távolugró
- [2586] Katona György (1960) labdarúgó
- [2587] Katona István (1937) síelő
- [2588] Katona József (1941–2016) úszó, edző
- [2589] Katona Mária, Ráczné (1964) sportakrobata, edző
- [2590] Katona Mihály (1977) repülőmodellező
- [2591] Katona Sándor (1935–2023) sportrepülő
- [2592] Katona Sándor (1937) repülőmodellező, rakétamodellező
- [2593] Katona Sándor (1943–2009) labdarúgó
- [2594] Katona Zoltán (1922–1990) teniszező, edző
- [2595] Katona Zsuzsa (1969) búvárúszó
- [2596] Katona Horváth János (1949) sportújságíró
- [2597] Katz Lajos (1950) birkózó, edző
- [2598] Katzirz Béla (1953) labdarúgó, edző
- [2599] Kauderer Péter (1958) búvárúszó, edző
- [2600] Kausz István (1932–2020)[21] párbajtőrvívó, öttusázó
- [2601] Kávay Zoltán (1931–2002) evezős, edző
- [2602] Kazi Olga, Gyulai Istvánné (1941) atléta, középtávfutó, edző
- [2603] Kazinczy Károly (1959) tollaslabdázó
- [2604] Kecskeméti Attila (1960) műugró, edző
- [2605] Kecskeméti Krisztina (1967) búvárúszó
- [2606] Kecskeméti Zoltán (1951) autóversenyző
- [2607] Kecskés Ilona, Kustán Jánosné (1937) tekéző, edző, sportvezető
- [2608] Kecskés Zoltán (1965) labdarúgó
- [2609] Keczeli Zoltán (1963) sportlövő, edző
- [2610] Keczéry László (1965) szörföző
- [2611] Keglovich László (1940) labdarúgó
- [2612] Kékes Ibolya (1963–2022) cselgáncsozó, edző
- [2613] Kékesi Éva, Tatár Mihályné (1937) röplabdázó, edző, sportvezető
- [2614] Kékesi Rezső (1958) labdarúgó
- [2615] Kékessy Andrea, Bernolák Imréné (1926–2024) műkorcsolyázó
- [2616] Kelemen Endre (1947) atléta, magasugró, sportvezető
- [2617] Kelemen Gábor (1956) sportújságíró
- [2618] Kelemen Gusztáv (1956–2017) labdarúgó
- [2619] Kelemen Ildikó, Kovácsné (1962) műugró
- [2620] Kelemen Ilona (1961) kosárlabdázó
- [2621] Kelemen Imre (1917–2002[22]) teniszedző, sportvezető
- [2622] Kelemen János (1958) tájfutó, edző
- [2623] Kelemen József (1948–2001) labdarúgó
- [2624] Kelemen Lajos (1929) sportlövő, edző
- [2625] Kelemen Márta, Rab Tiborné (1954) tornász, edző
- [2626] Kelemen Péter (1946) öttusázó, edző
- [2627] Kelemen Vera (1934) tőrvívó
- [2628] Kelemen Zoltán (1956) síelő, síugró, edző
- [2629] Kelemen Zoltán (1958) tornász, edző
- [2630] Kelen István (1912–2003) asztaliteniszező, író
- [2631] Kelen János (1911–1991) atléta, hosszútávfutó, sportvezető
- [2632] Keleti Ágnes, Sárkány Istvánné (1921–2025) tornász, edző
- [2633] Keleti Imre (1954) sportújságíró, szerkesztő
- [2634] Keller János (1960) evezős, edző
- [2635] Keller József (1965) labdarúgó
- [2636] Kellermenn József (1937) birkózó
- [2637] Kellner Ferenc (1932–2010) ökölvívó, edző, sportvezető
- [2638] Kellner Oszkárné, Hadady Éva (1926) sportlövő, edző
- [2639] Keltai Ágnes (1973) síelő
- [2640] Kemecsey Imre (1941) kajakozó, edző, szakíró
- [2641] Kemecsey Péter (1945) búvárúszó, kajakozó, edző
- [2642] Kemenesy Ernő (1922) tájfutó
- [2643] Kemény Dénes (1954) vízilabdázó, edző
- [2644] Kemény Ferenc (1922) tornász, edző
- [2645] Kemény Ferenc (1932) vízilabdázó, edző
- [2646] Kemény Imre (1931) evezős
- [2647] Kemény Tibor (1913–1992) labdarúgó, edző
- [2648] Kempelen Miklós (1946) tájfutó
- [2649] Kende Anna (1973) lovastornász
- [2650] Kende Rezső (1908–2011) tornász
- [2651] Kenderesi István (1941) labdarúgó
- [2652] Kenderessy Balázs (1928–2002) jégkorongozó, edző
- [2653] Kenéz Béla (1922) birkózó, edző
- [2654] Kenéz György (1956) vízilabdázó, edző
- [2655] Kenéz Pál (1914) levelezési-sakkozó
- [2656] Kenyeres József (1955) kézilabdázó, sportvezető
- [2657] Kercsó M. Csaba (1954) jégkorongedző
- [2658] Kerek István (1964) súlyemelő
- [2659] Kerekes Anikó, Bilicsné (1968) labdarúgó
- [2660] Kerekes Attila (1954) labdarúgó
- [2661] Kerekes Friderika (1965) búvárúszó
- [2662] Kerekes György (1956) labdarúgó
- [2663] Kerekes Krisztina (1971) műkorcsolyázó
- [2664] Kerekes Sándor (1952) cselgáncsozó, edző
- [2665] Kereki Zoltán (1953) labdarúgó, edző, sportvezető
- [2666] Kerékjártó István (1953) atléta, középtávfutó, edző
- [2667] Kerényi László (1932) evezős
- [2668] Kerényi Tibor (1957) öttusázó, edző
- [2669] Keresztényi József (1919–1992) sporttörténész, sportvezető, könyvtáros
- [2670] Keresztes Attila (1928–2002) kardvívó
- [2671] Keresztes Károly (1969) evezős
- [2672] Keresztes Krisztián (1971) teniszező
- [2673] Keresztes Zsuzsa (1961) labdarúgó
- [2674] Keresztesi Katalin, Pótzy Péterné (1944) pedagógus, edző
- [2675] Keresztúri András (1967) labdarúgó
- [2676] Keresztúri Sára (1955) sakkozó
- [2677] Kereszty Ádám (1951) jégkorongozó
- [2678] Kereszty Ildikó (1947) síelő
- [2679] Kéri Judit, Novákné, Ribáryné (1950) evezős, edző
- [2680] Kerkapoly Györgyi (1972) lovastornász
- [2681] Kern Edit (1967) labdarúgó
- [2682] Kertai György (1944) búvárúszó, edző
- [2683] Kertes János (1939) motorcsónak-versenyző
- [2684] Kertész Alíz, Zalkáné (1935) tornász, edző
- [2685] Kertész Attila (1961) súlyemelő
- [2686] Kertész Balázs (1970) kézilabdázó
- [2687] Kertész Ferenc (1916) műkorcsolyázó, sportvezető
- [2688] Kertész István (1920–1993) sportvezető
- [2689] Kertész István (1942) sporttörténész, ókortörténész, klasszika-filológus
- [2690] Kertész Tibor (1927–2011)[23] atléta, tízpróbázó, edző
- [2691] Kertész Zoltán (1965) súlyemelő
- [2692] Kertész Zsuzsa (1965) vízilabdázó, edző
- [2693] Kéry Anikó (1956) tornász
- [2694] Keserű Ferenc (1946–2019)[24] kerékpárversenyző
- [2695] Keserű József (1953) cselgáncsozó, edző
- [2696] Keserű László (1943) cselgáncsozó, edző
- [2697] Keszei Ervinné, Székvári Szonja (1939) kosárlabdázó
- [2698] Keszler Mátyás (1951) autóversenyző
- [2699] Keszthelyi László (1935–2001) motorversenyző
- [2700] Keszthelyi Mihály (1922–2000) labdarúgó, edző
- [2701] Keszthelyi Rudolf (1935–2024) tornász, edző, sportvezető
- [2702] Keszthelyi Tibor (1960) vízilabdázó
- [2703] Kettesi Gusztáv (1929–2003) úszó
- [2704] Kili Anikó, Kalocsai Károlyné (1951) tekvándózó, edző
- [2705] Kilián Árpád (1919–1994) röplabdázó, síelő
- [2706] Kilián János (1922) gyorskorcsolyázó, edző
- [2707] Kiliti Gábor (1950) műkorcsolyázó, edző
- [2708] Killermann Klára, Bartos Győzőné (1929) úszó, edző
- [2709] Killik László (1927–2016) kosárlabdaedző
- [2710] Kimmerling József (1910–1995) gyorskorcsolyázó, sportvezető
- [2711] Kincses Ferenc (1929–2022)[25] sportvezető, edző
- [2712] Kincses Mihály (1917–1979) labdarúgó
- [2713] Kincses Sándor (1961) labdarúgó
- [2714] Kincses Tibor (1960–2025) cselgáncsozó
- [2715] Kincsesy Gabriella, Havasi Gyuláné, Kotsis Attiláné (1928–2023) röplabdázó, edző
- [2716] Kindl Gábor (1969) triatlonista, edző
- [2717] Kindl Gabriella (1964) úszó, edző
- [2718] Kiprich József (1963) labdarúgó
- [2719] Kira Péter (1961) kickbokszoló, edző, sportvezető
- [2720] Kirádi Ervin (1925–1993) labdarúgó, edző
- [2721] Király Attila (1971) cselgáncsozó
- [2722] Király Ede (1926–2009) műkorcsolyázó, edző
- [2723] Király Ferenc, dr. (1938–2014) sportújságíró
- [2724] Király Hajnalka (1971) párbajtővívó
- [2725] Király László (1960) súlyemelő
- [2726] Király Sándor (1913–1969) labdarúgó
- [2727] Király Zsolt (1967) röplabdázó
- [2728] Király Zsolt (1971) szörföző
- [2729] Kiricsi János (1945) úszó, edző
- [2730] Kiricsi József, id. (1912) tekéző, edző
- [2731] Kis István (1958) vízilabdázó
- [2732] Kis Jenő (1942–2007)[26] pedagógus, oktatástechnológus
- [2733] Kisgergely Jenő (1933) atléta, magasugró
- [2734] Kisgyörgy Gergely (1976) teniszező
- [2735] Kisgyörgy Lajosné, Fedor Magda (1914–2017) sportlövő, edző
- [2736] Kisgyörgy Magdolna (1941) sportlövő, teniszező, edző
- [2737] Kisházi Beatrix (1946) asztaliteniszező, edző
- [2738] Kismartoni Károly (1911–1991) atlétaedző
- [2739] Kisnémeth Zoltán (1950–1993) ökölvívó
- [2740] Kispál László (1953) atléta, középtávfutó, edző
- [2741] Kiss Antal (1935–2021) atléta, gyalogló, edző
- [2742] Kiss Árpád (1956–2015[27]) atléta, tízpróbázó
- [2743] Kiss Attila (1941) vízilabdázó, edző
- [2744] Kiss Barnabás (1975) hajómodellező, autómodellező
- [2745] Kiss Csaba (1956) vízilabdázó, edző
- [2746] Kiss Csaba (1963) tollaslabdázó
- [2747] Kiss Dezső (1950–2003) autóversenyző
- [2748] Kiss Egon (1933) vízilabdázó, edző
- [2749] Kiss Endre (1937?) síelő, síugró
- [2750] Kiss Endre (1947) cselgáncsozó
- [2751] Kiss Erika, Kovácsné, Vecseri (1963) tekéző, edző
- [2752] Kiss Ernő (1963) autóversenyző
- [2753] Kiss Éva (1950) sportorvos
- [2754] Kiss Éva (1954) úszó, edző
- [2755] Kiss Éva, Herr Lászlóné (1956) sportlövő
- [2756] Kiss Éva (1966) kézilabdázó
- [2757] Kiss Ferenc (1942–2015) birkózó, edző
- [2758] Kiss Ferenc (1953) gyeplabdázó
- [2759] Kiss Ferenc (1955) búvárúszó
- [2760] Kiss Ferenc (1955–2010)[28] atléta, rövidtávfutó, edző
- [2761] Kiss Ferenc (1956) evezős, edző
- [2762] Kiss Ferenc (1965) súlyemelő
- [2763] Kiss Gábor (1970) síelő, sílövő
- [2764] Kiss Gabriella (1962) tájfutó
- [2765] Kiss György (1950) síelő, síugró
- [2766] Kiss Gyula (1920–?) labdarúgó
- [2767] Kiss Imre (1944) sportvezető
- [2768] Kiss István (1924–2011) építész, atléta, tízpróbázó
- [2769] Kiss István (1940–2012)[29] atléta, hosszútávfutó
- [2770] Kiss István (1945) hajómodellező
- [2771] Kiss István, B. (1948) tornász, edző
- [2772] Kiss János (1909–1999)[30] sakkfeladványszerző
- [2773] Kiss József (1919) atléta, gátfutó
- [2774] Kiss Judit, Gerhardt Gézáné, Kovács Gergelyné (1941–2003)[31] röplabdázó, edző
- [2775] Kiss Judit (1980) úszó
- [2776] Kiss Károly (1922) autómodellező
- [2777] Kiss Lajos (1934–2014) kajakozó, edző, sportvezető
- [2778] Kiss László, id. (1932–2023)[32] atléta, rövidtávfutó
- [2779] Kiss László (1940) úszó, edző, sportvezető
- [2780] Kiss László (1947) labdarúgó, sportújságíró
- [2781] Kiss László (1949) labdarúgó, edző
- [2782] Kiss László (1951) evezős, edző
- [2783] Kiss László (1956) labdarúgó, edző
- [2784] Kiss Lászlóné, Lukács Katalin (1950) labdarúgó
- [2785] Kiss Lenke, Jacsóné (1951) kosárlabdázó, edző
- [2786] Kiss Margit, Móricz Gáborné (1947) kosárlabdázó
- [2787] Kiss Mária (1949) atléta, rövidtávfutó
- [2788] Kiss Mária (1959) labdarúgó
- [2789] Kiss Miklós (1959) hajómodellező
- [2790] Kiss Oszkár (1943) hajómodellező
- [2791] Kiss Ottó (1928–2017) sportvezető
- [2792] Kiss Ottó, ifj. (1960) sportvezető
- [2793] Kiss Pál (1912–1992) tekéző, edző, sportvezető
- [2794] Kiss Róbert (1967) tőrvívó, edző
- [2795] Kiss Sándor (1956) labdarúgó, edző
- [2796] Kiss Sándor (1961?) teniszező
- [2797] Kiss Sándor (1962) birkózó
- [2798] Kiss Tamás (1958) kosárlabdázó
- [2799] Kiss Tamás (1970) vitorlázó
- [2800] Kiss Tibor (1949) labdarúgó
- [2801] Kiss Tibor (1958) jégkorongozó
- [2802] Kiss Tibor (1971) úszó
- [2803] Kiss Tímea (1972) íjász
- [2804] Kiss Valéria (1972) tornász, sportakrobata
- [2805] Kiss Zoltán (1956) tájfutó, atléta, maratoni futó
- [2806] Kiss-Tóth Sándor (1941–2012)[33] tornász, edző
- [2807] Kisteleki Antal (1945) tornász, edző
- [2808] Kisteleki István (1952) labdarúgó, edző, sportvezető
- [2809] Kiszely István (1914–1993) labdarúgó
- [2810] Kisznyér Sándor (1958) labdarúgó, edző, sportvezető
- [2811] Kivés György (1954) karatéző, edző
- [2812] Klampár Tibor (1953) asztaliteniszező
- [2813] Klausz László (1971) labdarúgó
- [2814] Klauz László (1961–2013) birkózó
- [2815] Kleibán Antal (1933–2011) labdarúgó, edző
- [2816] Klein Beatrix, Szűcsné (1953) teniszező
- [2817] Klein József (1944) kézilabdázó
- [2818] Klein Péter (1946) teniszező, edző, sportvezető
- [2819] Klein Sándor (1966) tollaslabdázó
- [2820] Klics Ferenc (1924–1993) atléta, diszkoszvető, edző
- [2821] Klimstein László (1954) tájfutó
- [2822] Klinga László (1947) birkózó, edző, sportvezető
- [2823] Klink János (1942) autóversenyző, jégkorongozó
- [2824] Klöczl György (1957) kosárlabdázó
- [2825] Kluger Gyula (1914–1994) sakkozó
- [2826] Kluka József (1953) kajakozó, edző
- [2827] Knézy Jenő, id. (1944–2003) újságíró
- [2828] Knipl István (1961) atléta, középtávfutó, edző
- [2829] Knopp Eszter (1967) kosárlabdázó
- [2830] Koch Ágnes (1971) síelő
- [2831] Kocsi Tibor (1946) sportújságíró
- [2832] Kocsis Adrienn (1973) tollaslabdázó
- [2833] Kocsis András (1969) súlyemelő
- [2834] Kocsis Antal (1905–1994) ökölvívó
- [2835] Kocsis Erzsébet, Sár Árpádné (1965) kézilabdázó
- [2836] Kocsis Ferenc (1953) birkózó, edző
- [2837] Kocsis Imre (1949) kardvívó, edző
- [2838] Kocsis István (1938–2014)[34] atléta, kalapácsvető, edző
- [2839] Kocsis István (1949–1994) labdarúgó
- [2840] Kocsis János (1951) birkózó
- [2841] Kocsis Károly (1929) tornász
- [2842] Kocsis Lajos (1947) labdarúgó, edző
- [2843] Kocsis László (1955) kajakozó, edző
- [2844] Kocsis L. Mihály (1943) sportújságíró, szerkesztő, kulturális vezető
- [2845] Kocsis Miklós (1932–2004) sportlövő, edző
- [2846] Kocsis Pál (1952) kézilabdázó
- [2847] Kocsis Tünde (1968) karatéző, kickbokszoló
- [2848] Kocsis Zsolt (1970) tollaslabdázó
- [2849] Kocsis Zsuzsa (1979) lovastornász
- [2850] Kócsó Antal (1962) motorversenyző
- [2851] Kocsor Mária, Hatlaczky Lászlóné (1937) kosárlabdázó
- [2852] Kóczián Éva, Földyné (1936) asztaliteniszező
- [2853] Kóczián József (1926–2009) asztaliteniszező, edző
- [2854] Koczka Anita (1971) búvárúszó
- [2855] Koczka István (1958) úszó
- [2856] Koczka Pál (1939–2016) kosárlabdázó
- [2857] Koczkás Andrea (1956) evezős, edző
- [2858] Koczur Ferenc (1932–1991) tájfutó
- [2859] Koczur Kálmán (1932–2006)[35] tájfutó, sportvezető
- [2860] Kóger Gyula (1955) tájfutó
- [2861] Kohán Imre (1958) vízilabdázó
- [2862] Kókai Ildikó (1963) vízilabdázó, edző
- [2863] Kokas Péter (1946) evezős
- [2864] Kokavecz Pál (1963) gyeplabdázó
- [2865] Kókay András (1959) kosárlabdázó
- [2866] Kolár Endre (1950–2014) labdarúgó
- [2867] Kolczonay Ernő (1953–2009) párbajtőrvívó, edző
- [2868] Kolczonay István (1960) párbajtőrvívó, edző
- [2869] Kolecsánszky Gábor (1969) műkorcsolyázó, edző
- [2870] Koléder Vilmos (1944) kenuedző
- [2871] Kollányi Katalin (1945) tőrvívó
- [2872] Kollár Kornél (1926–2006) lovasedző
- [2873] Kollarik István (1944) sportvezető, közgazdász
- [2874] Kolláth Éva (1969) síelő, sílövő
- [2875] Kollmann Klára (1959) súlyemelő, testépítő
- [2876] Kolonics György (1972–2008) kenus
- [2877] Kolos Ágnes (1967) tornász, edző
- [2878] Kolossa István (1935–2013) úszó, edző
- [2879] Kolozs Ferenc (1912–1996) kosárlabdázó, kézilabdaedző, sportvezető
- [2880] Kolozsvári Gábor (1965) kenus
- [2881] Koltai Andrea (1974) cselgáncsozó
- [2882] Koltai Jenő (1917–2004) atléta, gerelyhajító, diszkoszvető, kalapácsvető, edző
- [2883] Koltai Károly (1945) kajakozó, edző
- [2884] Komár Éva (1971) tájfutó
- [2885] Komáromi Ákos (1944) kézilabdaedző, sportvezető
- [2886] Komáromi Tibor (1964) birkózó
- [2887] Komáromy Ferenc (1936) teniszező, edző
- [2888] Komatits József (1950–2007) tőrvívó, edző
- [2889] Komjáthy György (1952) lovas, edző, sportvezető
- [2890] Komjáti András (1953) labdarúgó, edző
- [2891] Komka Magdolna, Csábi Imréné, Zsivótzky Gyuláné (1949–2024) atléta, magasugró, edző
- [2892] Komlós Béla (1931) vitorlázó
- [2893] Komlósi Gábor (1959) sportújságíró, szerkesztő
- [2894] Komlósi János (1953) vízilabdázó
- [2895] Komóczi Gábor (1938–2009) birkózó, edző
- [2896] Komora Imre (1940–2024) labdarúgó, edző
- [2897] Komornik Margit. Harangvölgyiné (1940) evezős
- [2898] Koncz István (1935) vízilabdázó, edző
- [2899] Koncz János (1952) karatéző, sportvezető
- [2900] Kondi László (1942) műkorcsolyázó, edző
- [2901] Konkoly János (1940–2018) műugró, toronyugró
- [2902] Konorót Ferenc (1950) gyeplabdázó, edző
- [2903] Konorót Gábor (1949–2020)[36] gyeplabdázó, edző
- [2904] Konrád Ferenc (1945–2015) vízilabdázó
- [2905] Konrád János, id. (1941–2014) vízilabdázó, edző, sportvezető
- [2906] Konrád János (1946–2021) labdarúgó
- [2907] Konrád János, ifj. (1971) vízilabdázó
- [2908] Konrád Mária (1975) vízilabdázó
- [2909] Konrád Sándor (1940) vízilabdázó, edző
- [2910] Konrád Tamás (1952) vitorlázó
- [2911] Kontra Zsolt (1955) kézilabdázó, edző
- [2912] Kontsek Jolán, Kleiber Ferencné (1939–2022) atléta, diszkoszvető, súlylökő, gerelyhajító, edző
- [2913] Kónya József (1920–1987) labdarúgó
- [2914] Konyári Antal (1952) röplabdázó
- [2915] Koós Veronika (1972) súlyemelő
- [2916] Kopcsándi Mária, Nagyháziné (1948) tőrvívó, edző
- [2917] Kopeczky Lajos (1935) sportújságíró
- [2918] Kopetka Béla (1954) párbajtőrvívó, öttusázó, edző
- [2919] Koppa Pál (1967) szörföző
- [2920] Koppány György (1934–2017) sportfotóművész, sportújságíró
- [2921] Korányi Attila (1934–1997)[37] sakkfeladványszerző
- [2922] Korbel Károly (1971) cselgáncsozó
- [2923] Korda Györgyi (1943) műkorcsolyázó
- [2924] Korda István (1934) atléta, rövidtávfutó
- [2925] Korényi Olga (1942) úszó, edző
- [2926] Korik Vera, Korik Andorné (1944) tájfutó, edző, sportvezető
- [2927] Kormos András (1952) evezős
- [2928] Korokonai Katalin, Fehér Józsefné (1949) kosárlabdázó
- [2929] Korona László (1950) atléta, rövidtávfutó, edző
- [2930] Koronczay László (1941) tájfutó
- [2931] Korondi Margit, Plachy Mátyásné (1932–2022)[38] tornász
- [2932] Korossy Katalin (1962) síelő
- [2933] Korpos Ildikó (1956) síelő
- [2934] Korsós István (1941–1996) labdarúgó, edző
- [2935] Korsovszky Ágnes (1954) tájfutó
- [2936] Kós István (1958) autóversenyző
- [2937] Kósa Csaba (1936) tájfutó, edző, sportvezető
- [2938] Kósa Emíila (1959) kosárlabdázó
- [2939] Kósa Erika (1957) atléta, távolugró, edző
- [2940] Kósa Judit (1965) súlyemelő
- [2941] Kósa Tibor (1955) aikidomester
- [2942] Kosaras Szilvia (1975) búvárúszó
- [2943] Kosárszky Norbert (1970) gyeplabdázó
- [2944] Koska Anna, Juhászné (1929) röplabdázó
- [2945] Kostyák Jenő (1934) autómodellező
- [2946] Kostyál Eszter (1966) búvárúszó
- [2947] Kósz Zoltán (1967) vízilabdázó
- [2948] Koszta János (1959) labdarúgó
- [2949] Kosztolánczy György (1946) úszó, vízilabdázó
- [2950] Kosztolányi Kamilla (1956) evezős, sportvezető
- [2951] Kosztolányi Matild, Bánki Ferencné (1927) síelő, kosárlabdaedző
- [2952] Kosztoványi Norbert (1967) síelő
- [2953] Kotász Antal (1929–2003) labdarúgó, edző
- [2954] Kotrás László (1928) vízilabdázó
- [2955] Kotroczó József (1954) sportlövő, edző
- [2956] Kotroczó Lászlóné, Jakab Márta (1955) sportlövő, edző
- [2957] Koutny Lajos (1939–2022) jégkorongozó, edző
- [2958] Kovács Andrea, Mészárosné (1967) kosárlabdázó
- [2959] Kovács Andrea (1975) kajakozó
- [2960] Kovács Annamária, Tóth Gyuláné (1945–2023) atléta, ötpróbázó, gátfutó
- [2961] Kovács Antal (1972) cselgáncsozó
- [2962] Kovács Árpád (1965) síelő
- [2963] Kovács Attila (1939–2010) kardvívó
- [2964] Kovács Attila (1951) tájfutó, edző
- [2965] Kovács Attila (1956) labdarúgó
- [2966] Kovács Attila (1960) atléta, rövidtávfutó
- [2967] Kovács Attila (1961) kosárlabdázó, edző
- [2968] Kovács Attila (1963) kerékpárversenyző
- [2969] Kovács Balázs (1972) kardvívó
- [2970] Kovács Barnabás (1946–2017) síelő, szakíró
- [2971] Kovács Béla (1952) labdarúgó
- [2972] Kovács Bernadette (1973) tájfutó
- [2973] Kovács Csaba (1932) evezős, edző
- [2974] Kovács Csaba (1954) jégkorongozó
- [2975] Kovács Edit, Varjasné (1951) úszó, edző, orvos
- [2976] Kovács Edit (1953) ritmikus sportgimnasztikázó, edző, sportvezető
- [2977] Kovács Edit (1954) tőrvívó, edző, sportvezető
- [2978] Kovács Enid (1945) síelő
- [2979] Kovács Ernő (1953) autómodellező
- [2980] Kovács Ervin (1967) labdarúgó
- [2981] Kovács Erzsébet, Beslityné (1934–2017) röplabdázó
- [2982] Kovács Etele (1941) edző, szakíró
- [2983] Kovács Éva, Horváthné, Feketéné (1964–2025) kézilabdázó[39]
- [2984] Kovács Ferenc (1905–1994) műugró, edző
- [2985] Kovács Ferenc (1921) atléta, tízpróbázó, rúdugró
- [2986] Kovács Ferenc (1934–2018) labdarúgó, edző, sportvezető
- [2987] Kovács Ferenc (1953) karateedző, sportvezető
- [2988] Kovács Gábor (1952) cselgáncsozó, edző, sportvezető
- [2989] Kovács Gábor (1974) búvárúszó
- [2990] Kovács Géza (1916) sportvezető, szakíró
- [2991] Kovács Gizella (1963) cselgáncsozó
- [2992] Kovács György (1933–1996) ejtőernyős
- [2993] Kovács Györgyi (1957) ritmikus sportgimnasztikázó, edző
- [2994] Kovács Gyula (1944) tornász, edző
- [2995] Kovács Gyula (1954) tőrvívó
- [2996] Kovács Gyula (1961) súlyemelő
- [2997] Kovács Ildikó (1969) tájfutó
- [2998] Kovács Ilona (1960) válogatott kosárlabdázó, Akadémiai díjas pszichológus, egyetemi tanár
- [2999] Kovács Imre (1921–1996) labdarúgó, edző
- [3000] Kovács Irén (1971) öttusázó
- [3001] Kovács István (1945) ökölvívó
- [3002] Kovács István (1950) birkózó, edző, sportvezető
- [3003] Kovács István (1953–2020) labdarúgó
- [3004] Kovács István (1962) súlyemelő
- [3005] Kovács István (1970) ökölvívó
- [3006] Kovács Iván (1970) párbajtőrvívó
- [3007] Kovács János (1936) kézilabdázó, edző, sportvezető
- [3008] Kovács János, E. (1958) cselgáncsozó
- [3009] Kovács Jenő (1936–1995) röplabdázó, edző
- [3010] Kovács József (1911–1990) atléta, gátfutó, edző
- [3011] Kovács József (1923–2001) labdarúgó, edző
- [3012] Kovács József (1929–1991) birkózó, pankrátor
- [3013] Kovács József (1937) kosárlabdázó, edző
- [3014] Kovács József (1949) labdarúgó, edző
- [3015] Kovács József (1950) síelő, edző
- [3016] Kovács József (1956) síelő, sílövő
- [3017] Kovács József (1957) súlyemelő
- [3018] Kovács József (1966) labdarúgó
- [3019] Kovács József Attila (1964) úszó, edző
- [3020] Kovács Judit (1956) íjász
- [3021] Kovács Judit, Oberritterné (1969–2015) úszó, edző
- [3022] Kovács Judit (1969) atléta, magasugró
- [3023] Kovács Kálmán (1942) kajakozó
- [3024] Kovács Kálmán (1961) sportlövő
- [3025] Kovács Kálmán (1965) labdarúgó
- [3026] Kovács Károly (1907) ökölvívóedző, sportvezető
- [3027] Kovács Károly (1948–2023) röplabdázó, edző, sportvezető
- [3028] Kovács Károly (1949) vízilabdázó
- [3029] Kovács Károly, E. (1955) cselgáncsozó
- [3030] Kovács Katalin, Szántó Gyuláné (1932) kosárlabdázó
- [3031] Kovács Krisztina (1974) tornász
- [3032] Kovács Lajos (1932–2003) motorversenyző
- [3033] Kovács Lajos (1936) atléta, középtávfutó
- [3034] Kovács László (1932) kajakozó, edző
- [3035] Kovács László (1939) kézilabdázó, edző
- [3036] Kovács László (1951–2017) labdarúgó
- [3037] Kovács László (1962) kosárlabdázó
- [3038] Kovács László (1964) tornász
- [3039] Kovács László (1966) úszó, edző
- [3040] Kovács László, M. (1938) sakkozó
- [3041] Kovács Márta, Pintérné (1962) sakkozó
- [3042] Kovács Mihály (1957) kézilabdázó
- [3043] Kovács Miklós (1934) sportlövő
- [3044] Kovács Ottó (1962) úszó, edző
- [3045] Kovács Ottó (1963) kajakozó
- [3046] Kovács P. Attila (1964) matematikus
- [3047] Kovács Pál (1912–1995) kardvívó, edző, sportvezető
- [3048] Kovács Péter (1955) kézilabdázó, edző
- [3049] Kovács Péter (1959) tornász, edző
- [3050] Kovács Rita (1970) úszó, hosszútávúszó
- [3051] Kovács Sándor (1932) atlétaedző, sportvezető
- [3052] Kovács Tamás (1943) kardvívó, edző, sportvezető
- [3053] Kovács Tamás (1968) kézilabdázó
- [3054] Kovács Tibor (1938) sportorvos
- [3055] Kovács Zoltán (1926) atléta, maratoni futó, edző
- [3056] Kovács Zoltán (1930) sakkozó, levelezési sakkozó
- [3057] Kovács Zoltán (1964) sportlövő
- [3058] Kovács Zoltán (1965) kajakozó
- [3059] Kovács Zsolt (1957) síelő
- [3060] Kovács Zsolt (1962) síelő, sílövő
- [3061] Kovács Zsuzsa (1945) úszó
- [3062] Kovács Zsuzsa (1965) tollaslabdázó
- [3063] Kovácsi Aladár (1932–2010) öttusázó, vívó, orvos
- [3064] Kovácsi László (1958) vitorlázó
- [3065] Kovacsics Miklós (1953–2005)[40] kézilabdázó
- [3066] Kovalcsik Péter (1953) jégkorongozó
- [3067] Kovalik Ferenc (1933–1994) labdarúgó
- [3068] Kovalik Mónika (1961) kosárlabdázó
- [3069] Kovár Gyula (1946–2015) sportújságíró, sportvezető, politikus
- [3070] Kováts Sebestyén (1948) vitorlázó
- [3071] Kowaczics Rita (1964) teniszező
- [3072] Kozák Andrea (1968) tornász, edző
- [3073] Kozák János (1944) vízilabdázó, edző, sportvezető
- [3074] Kozák Mihály (1927) sportújságíró, szerkesztő, sportvezető
- [3075] Kozári Józsefné, Krasznai Klára (1929) sportvezető, edző, jogász
- [3076] Kozáry Ágnes (1966) atléta, rövidtávfutó
- [3077] Kozma Attila (1960–2020) atléta, hosszútávfutó
- [3078] Kozma Ferenc (1911–?) autóversenyző, edző
- [3079] Kozma István (1964) labdarúgó
- [3080] Kozma Mihály (1949) labdarúgó, edző, sportvezető
- [3081] Kozma Péter (1961–2023) síelő
- [3082] Kozmanovics Endre (1927) sportvezető
- [3083] Kő András (1940) sportújságíró
- [3084] Kőbán Rita (1965) kajakozó
- [3085] Köblő Emese (1972) öttusázó, triatlonista
- [3086] Kőfalvi Andrea (1978) ritmikus sportgimnasztikázó
- [3087] Kőfalvi Anita (1978) ritmikus sportgimnasztikázó
- [3088] Kökény Beatrix (1969) kézilabdázó
- [3089] Kőkuthy Dénes (1929) vitorlázó
- [3090] Köles Gábor (1967) vitorlázó
- [3091] Köles János (1934) hajómodellező
- [3092] Költő Györgyi, Nádai Kálmánné (1935) tekéző, edző
- [3093] Könye Irma (1954) atléta, rövidtávfutó, edző
- [3094] Köpf Károly (1943) sportvezető
- [3095] Körmendi Gyöngyi, Farkasné (1960) kosárlabdázó
- [3096] Körmöczi Csaba (1944–1992) kardvívó, edző
- [3097] Körmöczy Zsuzsa, Gerő Sándorné (1924–2006) teniszező, edző, sportvezető
- [3098] Kőrösi István (1915–2005) úszó
- [3099] Körtvélyesi Géza (1969) szörföző
- [3100] Körtvélyessy Ákos (1968) aerobicversenyző
- [3101] Kőszáli Pierre (1971) síelő
- [3102] Kőszegi Bernadett, Szíjártó Zoltánné (1958–2015) röplabdázó
- [3103] Kőszegi György (1950–2001) súlyemelő
- [3104] Köteles Erzsébet, Gulyás Károlyné (1924–2019) tornász, edző
- [3105] Köteles György (1958) sportakrobata
- [3106] Köteles Krisztina, Hubacsekné (1966) tornász, edző
- [3107] Kővári Enikő, Bánkúty Béláné (1959) síelő, szörföző, edző
- [3108] Kövér György Emil (1932–2020) röplabdázó, edző, sportvezető
- [3109] Köves Csaba (1966) kardvívó
- [3110] Köves Gábor (1970) teniszező
- [3111] Kövesdán András (1951) autóversenyző
- [3112] Kövesdi Ferenc (1933) atléta, súlylökő, edző
- [3113] Kövesdi István (1949) atléta, gátfutó, edző
- [3114] Kövessi Margit, Syrek Jánosné (1907) tornász
- [3115] Kövi Mária, Zalai Lászlóné (1924–2013) tornász
- [3116] Kövy András (1953) lovas, díjugrató, edző
- [3117] Kraivich József (1935–1993) atléta, szuper-hosszútávfutó, edző
- [3118] Krajnyák György (1967) triatlonista
- [3119] Král Szilvia (1964) sportlövő
- [3120] Králik Judit (1968–2024) kosárlabdázó
- [3121] Kralován Géza (1946–2025) kajakozó, edző, sportvezető
- [3122] Kramarics György (1961) tornász, edző
- [3123] Kranjecz Zsuzsanna (1964) kosárlabdázó
- [3124] Krasovec Ferenc (1943) sporttörténész, muzeológus, bibliográfus
- [3125] Krasovec Péter (1967) kosárlabdázó
- [3126] Krasznai Antal (1909) vitorlázó
- [3127] Krasznai János (1951–2015) jégkorongozó, kamionversenyző
- [3128] Kraszbai József (1961) repülőmodellező
- [3129] Krasznai Sándor (1932–2009)[41] atléta, gerelyhajító
- [3130] Krebs Sándor (1926–2007) sportlövő
- [3131] Kreisz Andrea, Szepesiné (1954) atléta, magasugró
- [3132] Kreisz Rudolf (1933) repülőmodellező
- [3133] Kreisz Tibor (1958) asztaliteniszező
- [3134] Krémer József (1948) sportújságíró
- [3135] Krenhardt András (1966) asztaliteniszező
- [3136] Kresz László (1957) sportújságíró
- [3137] Kristály Péter (1967) síelő
- [3138] Kristóf János (1941) cselgáncsozó
- [3139] Kriston Zsolt (1961) asztaliteniszező
- [3140] Kristyán Zsuzsa, Németh Istvánné (1956) tekéző
- [3141] Kriszt András (1965) síelő
- [3142] Kriszt György (1960) párbajtőrvívó
- [3143] Kriván Bence (1960) gyeplabdázó
- [3144] Krizsán János (1950) lovas, lovastusázó
- [3145] Krizsán József (1929–2005) sportvezető
- [3146] Krizsanecz Károlyné, Németh Edit (1901–?) tornaedző
- [3147] Krizsma Gyula (1927–2011) repülőmodellező
- [3148] Krocskó József (1968) teniszező
- [3149] Króner Ferenc (1933–2020)[42] cselgáncsozó, edző, sportvezető
- [3150] Kropacsek Ferenc (1898–?) labdarúgó
- [3151] Kropkó Péter (1963) triatlonista
- [3152] Kropkó Zsuzsa (1966) triatlonista
- [3153] Krucsó Ferenc (1951) lovas, díjugrató
- [3154] Kruj Iván (1934–2021) birkózóedző, sportvezető
- [3155] Kuba Tibor (1931) sportakrobata, edző, sportvezető
- [3156] Kubala László (1927–2002) labdarúgó, edző
- [3157] Kubina István (1959) búvárúszó, úszó
- [3158] Kubinyi Margit, Botsné (1932–2020)[43] röplabdázó
- [3159] Kuchár Györgyi (1955) asztaliteniszező
- [3160] Kucsera Gábor (1949–2015) úszó, vízilabdázó
- [3161] Kucsera József (1953) kosárlabdázó, edző, sportvezető
- [3162] Kucserka Mária, Vágó Imréné (1951) atléta, gerelyhajító, rendőrtiszt
- [3163] Kudar Katalin (1945) sportpszichológus
- [3164] Kudlik Vilmos (1952) hajómodellező
- [3165] Kuharszki Béla (1940–2016) labdarúgó
- [3166] Kukorelli Károly (1955) hajómodellező, sportvezető
- [3167] Kulcsár Antal (1950–2015) öttusázó, edző, sportvezető
- [3168] Kulcsár Gábor (1963) kajakozó, edző
- [3169] Kulcsár Gergely (1934–2020) atléta, gerelyhajító, edző
- [3170] Kulcsár Győző (1940–2018) párbajtőrvívó, edző, sportvezető
- [3171] Kulcsár Krisztián (1971) párbajtőrvívó
- [3172] Kulcsár Magdolna, Rózsa Istvánné (1948) atléta, középtávfutó
- [3173] Kulics Judit,Patonai Dénesné (1949) vitorlázó
- [3174] Kulin-Nagy Károly (1910–1992) sportlövő, edző
- [3175] Kuller József (1951) sportvezető, edző
- [3176] Kun Ferenc (1930–2009) sportlövő, edző
- [3177] Kun József (1937) repülőmodellező
- [3178] Kun László (1931–2000) sporttörténész
- [3179] Kun Rita (1959) síelő
- [3180] Kun Sándor (1924) atléta, gyalogló
- [3181] Kun Sándor (1950) síelő, síugró
- [3182] Kuna Péter (1965) vízilabdázó, edző
- [3183] Kuncz István (1965) evezős
- [3184] Kuncz László (1957–2020) vízilabdázó
- [3185] Kunos Péter (1947) sportvezető, gazdasági vezető, politikus
- [3186] Kunsági György (1934–1996) úszó, vízilabdázó, edző
- [3187] Kuron György (1959) tájfutó
- [3188] Kurucsai Ilona, Pintér Józsefné (1962) sakkozó
- [3189] Kurucz Csaba (1955) öttusázó, triatlonista, iparművész
- [3190] Kurucz György (1929–2021) motorversenyző
- [3191] Kutas István (1920–2000) sportvezető, sportújságíró
- [3192] Kutasi László (1949) labdarúgó, edző, sportvezető
- [3193] Kutassi László (1931) sporttörténész, sportvezető
- [3194] Kuti Gábor (1938) sportlövő, edző
- [3195] Kuti Gusztáv (1938) sportlövő, edző
- [3196] Kuti Imre (1937) repülőmodellező
- [3197] Kuti István (1938–2002) labdarúgó
- [3198] Kuti László (1954) labdarúgó
- [3199] Kuttor Attila (1970) labdarúgó
- [3200] Kútvölgyi Erzsébet (1965) gyorskorcsolyázó, edző
- [3201] Kuzma Csaba (1954) ökölvívó
- [3202] Kuzma Erzsébet, Sallai Mátyásné (1937) tekéző
- [3203] Kű Lajos (1948) labdarúgó
- [3204] Kvassai Mónika (1974) kajakozó
- [3205] Kvassay Zsuzsa, Bizikné (1925) röplabdázó
- [3206] Kvaszta Lajos (1959) labdarúgó

## L
- [3207] Labancz Imre (1968) tekéző, bowlingozó
- [3208] Laborcz Lajos (1920–2001) labdarúgó
- [3209] Lacsny József (1931) sportlövő, edző
- [3210] Laczkó Mihály (1935–2020) sportvezető
- [3211] Laczkó Mihály (1939) labdarúgó
- [3212] Laczkó Mihály (1940) labdarúgó
- [3213] Ladányi Andrea (1969) tornász
- [3214] Ladányi Gedeon (1914–1990) gyorskorcsolyázó, kerékpárversenyző, szakíró
- [3215] Ladányi Gertrúd (1949) tollaslabdázó
- [3216] Ladányi Zsigmond (1961) atléta, diszkoszvető
- [3217] Ladinszky Attila (1949–2020) labdarúgó
- [3218] Ládonyi László (1957) sportújságíró
- [3219] Lahos László (1933–2004) labdarúgó, edző
- [3220] Lajtai Zsolt (1958) autóversenyző
- [3221] Lakat T. Károly (1950) sportújságíró
- [3222] Lakatos Ferenc (1965) labdarúgó
- [3223] Lakatos György (1918) sportvezető, szakíró, szerkesztő
- [3224] Lakatos István (1960) súlyemelő
- [3225] Lakatos Károly (1955) labdarúgó
- [3226] Lakatos Katalin (1969) kajakozó
- [3227] Lakatos Pál (1968) ökölvívó
- [3228] Laki Éva (1971) kajakozó
- [3229] Laki Károly (1912–2000) vízilabdázó, edző, sportvezető
- [3230] Lakinger Lajos (1943–2022) labdarúgó
- [3231] Lakó László (1935–2020) sportvezető, sakkozó
- [3232] Lakos Gyöngyvér (1977) úszó
- [3233] Lámala Ágnes, Kégerné (1958) kosárlabdázó, edző
- [3234] Lánc Tibor (1936–1994) sportrepülő, sportvezető
- [3235] Lánczos Ferenc (1946) vitorlázó
- [3236] Lánczos László (1952) öttusázó, triatlonista
- [3237] Láng Edit, Bilek Istvánné, Krizsán Gyuláné (1938) sakkozó
- [3238] Lang István (1933–2007) kerékpárversenyző, edző
- [3239] Láng László (1954) kosárlabdázó, edző
- [3240] Langer Tibor (1962) gyeplabdázó
- [3241] Lángfy György (1941–2018) sportorvos
- [3242] Langhoffer Klára, Péterváriné (1955) evezős
- [3243] Lanstiák Erzsébet, Orbán Gáborné (1941) síelő
- [3244] Lantos Csaba (1943) röplabdázó, edző
- [3245] Lantos Gabriella (1970) tőrvívó
- [3246] Lantos Gyula (1970) tekvandózó, kickbokszoló
- [3247] Lantos László (1938–2019) úszó, edző, újságíró
- [3248] Lantos Zoltán (1963) tájfutó
- [3249] Lányi András (1969) teniszező
- [3250] Laposa Ferenc (1956) atléta, hosszútávfutó, edző
- [3251] Lastofka Bernadett (1975) ritmikus sportgimnasztikázó
- [3252] László Csaba (1962) kajakozó, edző
- [3253] László Erzsébet, Szentesi Csabáné (1953) kosárlabdázó, edző
- [3254] László Frigyes (1962) úszó, edző
- [3255] László Gábor (1947) sportorvos
- [3256] László György (1931–2011) újságíró, szerkesztő
- [3257] László István (1930–2009) öttusázó, edző
- [3258] László Sándor (1925–2002[22]) atléta, gyalogló, edző
- [3259] Lászlóvári Zoltán (1933) íjász, edző
- [3260] Laták Attila (1945–1991) birkózó
- [3261] Latinovits Szaniszló (1924–2012) evezős, edző
- [3262] Látó János (1946) sportújságíró
- [3263] Laufer Béla (1955) tornász, edző
- [3264] Laukó Hajnalka (1973) cselgáncsozó
- [3265] Laurencz Eszter, T. (1937) lovasedző
- [3266] Laurencz László (1934) kézilabdaedző, sportvezető
- [3267] Laurinyecz Katalin, Ancsin Mihályné (1931–2016) kézilabdázó, edző
- [3268] Laurinyecz Sándor (1959) sportrepülő, vitorlázórepülő
- [3269] Lázár Csilla (1960) búvárúszó
- [3270] Lázár Lajos (1945) sportújságíró
- [3271] Lázár Magdolna (1951) atléta, középtávfutó, edző
- [3272] Lechner Gábor (1956) vitorlázó
- [3273] Légár György (1964) búvárúszó
- [3274] Lehel Géza (1964) kézilabdázó
- [3275] Lehmann Tibor (1970) triatlonista
- [3276] Lehoczky Endre (1953) síelő, sílövő
- [3277] Lehoczky Gábor (1967) vitorlázó
- [3278] Lehoczky Sándor (1928) atléta, magasugró
- [3279] Lehotai Attila (1966) síelő, sílövő
- [3280] Leikep Gusztáv (1966) kenus
- [3281] Leinwéber József (1965) asztaliteniszező
- [3282] Leitner József (1938) sportvezető, súlyemelőedző
- [3283] Lékó Péter (1979) sakkozó
- [3284] Lele Ambrus (1958) kézilabdázó
- [3285] Leleszi Zoltán (1967) jégkorongozó
- [3286] Lelkes András (1935) tornász, sportakrobata
- [3287] Lemhényi Dezső (1917–2003) vízilabdázó, edző
- [3288] Lénárt Ágota (1959) sportpszichológus, sportlövőedző
- [3289] Lénárt Ákos (1962) vitorlázó
- [3290] Lénárt Ferenc (1964) súlyemelő
- [3291] Lénárt István (1959) súlyemelő
- [3292] Lénárt László (1924–2012) teniszező
- [3293] Lendl Zita (1954) tájfutó, rádióamatőr
- [3294] Lendvai Mária (1922) kézilabdázó
- [3295] Lendvai Tibor (1940–2023) kerékpárversenyző, építésztechnikus
- [3296] Lendvay Ödön (1943–1990) kosárlabdázó
- [3297] Lengyel Árpád (1915–1993) úszó
- [3298] Lengyel Béla (1949–2017) sakkozó
- [3299] Lengyel Gabriella, Lukácsovics Gáborné (1960) röplabdázó
- [3300] Lengyel Levente (1933–2014) sakkozó, edző
- [3301] Lengyel Zoltán (1951) evezős, edző
- [3302] Lenkei Ferenc (1946) úszó
- [3303] Lenkei Magda (1916–?) úszó
- [3304] Lenkei Sándor (1936–2003) labdarúgó, edző
- [3305] Lenkey Maryll (1932) vitorlázó, régész
- [3306] Lenti Anita (1965) triatlonista, búvárúszó
- [3307] Lenz Rezső (1910) tornász
- [3308] Leopold József (1938–2019)[44] edző, tornász
- [3309] Lépesfalvi Zoltán (1955) sportújságíró
- [3310] Lepies György (1935–2019) sportújságíró, úszó, vízilabdázó
- [3311] Lépold Endre (1955–2020) atléta, rövidtávfutó, edző
- [3312] Lepsényi Sándor (1961) kézilabdázó, edző
- [3313] Lerf Lehel (1937) repülőmodellező
- [3314] Lemer Zsuzsa (1957) kosárlabdázó
- [3315] Lévai Béla (1914–1991) sportújságíró, szerkesztő, sportvezető
- [3316] Lévai Erzsébet (1948) evezős, edző
- [3317] Lévai György (1941) sportújságíró, szerkesztő
- [3318] Lévai István (1957) ökölvívó
- [3319] Lévai Károly (1929–2004) atléta, diszkoszvető
- [3320] Lévai Sándor, ifj. (1934–2009) motorversenyző
- [3321] Lévai Zsolt (1965) evezős
- [3322] Libik György (1919–1995) síelő
- [3323] Lichtenberger Tamás (1959) kenus
- [3324] Lihi József (1963) síelő, sílövő
- [3325] Lihótzky Károly, ifj. (1970) vízilabdázó
- [3326] Likár László (1958) kosárlabdázó, edző
- [3327] Lilienthal Andor (1911–2010) sakkozó, edző, szakíró
- [3328] Limperger Zsolt (1968) labdarúgó
- [3329] Lindner László (1916–2004) sakkfeladványszerző, szakíró, sportvezető
- [3330] Lipcsei Irén, Benéné (1953) atléta, középtávfutó
- [3331] Lipcsei Péter (1972) labdarúgó
- [3332] Lippay Antal (1923–2003) atléta, gátfutó, edző
- [3333] Liptai Aladár (1936) vitorlázó
- [3334] Liptay István (1935–2022)[45] kosárlabdázó, edző, sportvezető
- [3335] Liptay László (1937) sakkozó, sportvezető
- [3336] Litkey Balázs (1939) vitorlázó, síelő
- [3337] Litkey Bence (1942–2011) vitorlázó
- [3338] Litkey Botond (1967) vitorlázó
- [3339] Litkey Farkas (1966) vitorlázó
- [3340] Litter István (1948) súlyemelő, edző
- [3341] Littomeritzky Mária, Bognár Emilné (1927–2017) úszó, edző
- [3342] Loch Ferenc (1953) tájfutó
- [3343] Lochmayer György (1934–2020) sportvezető, edző
- [3344] Lojd Zsuzsanna, Szegediné (1956) labdarúgó
- [3345] Lombos Dezső (1927–2020)[46] atléta, gátfutó, edző
- [3346] Lombos Róbert (1967) röplabdázó
- [3347] Lórántfy Krisztina (1961) búvárúszó
- [3348] Lórántfy László (1958) búvárúszó
- [3349] Losonci Balázs (1971) gyeplabdázó
- [3350] Losonci György (1940) gyeplabdázó, jégkorongozó
- [3351] Losonci György (1967) gyeplabdázó
- [3352] Losonci Zoltán (1970) gyeplabdázó
- [3353] Losonczky Gizella, Fábián Attiláné (1959) tollaslabdázó
- [3354] Losonczy Árpád (1950) kosárlabdázó
- [3355] Lotaller Henriette, Szekeresné (1954) asztaliteniszező, edző
- [3356] Lovas József (1939) vitorlázó
- [3357] Lovas Miklós (1959) síelő, síugró
- [3358] Lovasi Katalin (1971) tájfutó
- [3359] Lovász Ferenc (1967) labdarúgó
- [3360] Lovász Györgyi (1959) labdarúgó
- [3361] Lovász Lázár (1942–2023) atléta, kalapácsvető
- [3362] Löffler György (1962) búvárúszó
- [3363] Lőrincz Emil (1965) labdarúgó
- [3364] Lőrincz Ferenc (1932) gyorskorcsolyázó
- [3365] Lőrincz Lászlóné, Hajós Mária (1944) úszóedző
- [3366] Lőrinczi Anna (1920) atléta, rövidtávfutó, gátfutó
- [3367] Lőrinczi Géza (1922) sportvezető
- [3368] Lőrinczy Zoltán (1962) kajakozó, edző
- [3369] Löschnig Viktor (1973) gyeplabdázó
- [3370] Lővei Mária (1960) tornász
- [3371] Lucsánszky László (1940) evezős, edző
- [3372] Ludányi Mária, Bánhegyi Jánosné (1953) úszó, edző
- [3373] Ludmann László (1958) sportlövő
- [3374] Ludvigh Zoltán (1951) búvárúszóedző, úszóedző, sportvezető
- [3375] Lueff Péter (1967) cselgáncsozó
- [3376] Lukács Alexander (1945) vitorlázó
- [3377] Lukács András (1944) cselgáncsozó
- [3378] Lukács József (1938) pedagógus, szakíró
- [3379] Lukács József (1942) tornaedző
- [3380] Lukács József (1963) rádióamatőr, tájfutó
- [3381] Lukács László (1914–1991) sportújságíró
- [3382] Lukács Lóránt (1934–2025) operatőr, filmrendező, motorcsónak-versenyző, motorversenyző
- [3383] Lukács Péter (1950) sakkozó
- [3384] Lukács Sándor (1951–2016) labdarúgó, edző
- [3385] Lukács Zsolt (1967) súlyemelő
- [3386] Lukáts György (1951) sportújságíró, edző
- [3387] Lukics Ildikó, Hídvéginé (1955–2014) atléta, rövidtávfutó
- [3388] Lukovich István (1929–2016) vívó, edző
- [3389] Lung Ferenc (1932) labdarúgó, edző

## M
- [3390] Maácz Benedek (1935–2016) tájfutó, edző
- [3391] Machalik József (1936) tornász
- [3392] Machán Róbert (1948) teniszező, edző, sportvezető
- [3393] Máchánszky Gyula (1912) lovas, edző
- [3394] Machos Ferenc (1932–2006) labdarúgó, edző
- [3395] Mácsár József (1938–1996) atléta, akadályfutó
- [3396] Macskásy Előd (1919–1990) sakkozó
- [3397] Maczkó Oszkár (1948) repülőmodellező
- [3398] Maczula Zoltán (1967) búvárúszó
- [3399] Madacsay Miklós (1944) kosárlabdázó
- [3400] Madácsi Ildikó (1968) ritmikus sportgimnasztikázó, edző
- [3401] Mádai Mónika (1968) atléta, rövidtávfutó
- [3402] Madák Pál (1955) tekéző
- [3403] Madaras Ádám (1966) öttusázó, párbajtőrvívó
- [3404] Madarasi Gyula (1945) kajakozó, edző
- [3405] Madarász Csaba (1968) gyorskorcsolyázó
- [3406] Madarász Csilla, Dobai Gyuláné (1943–2021) úszó, edző
- [3407] Madarász Gábor (1967) kajakozó
- [3408] Madarász István (1934–2010) sportvezető, kézilabda-szakíró
- [3409] Madarász László (1932) sportvezető, golfozó
- [3410] Madarász Magdolna (1975) tőrvívó
- [3411] Madari István (1937) cselgáncsozó, edző
- [3412] Madary Ilona, Székelyné (1916–2003) tornász
- [3413] Mádl Ildikó (1969) sakkozó
- [3414] Magas István (1952) vízilabdázó
- [3415] Magay Dániel (1932) kardvívó
- [3416] Magos Judit, Havas Ferencné (1951–2018) asztaliteniszező, edző
- [3417] Magyar Ágnes (1967) tollaslabdázó
- [3418] Magyar Gyula (1926) kézilabdázó
- [3419] Magyar Ildikó (1965) búvárúszó
- [3420] Magyar Imre (1966) evezős
- [3421] Magyar István (1955) labdarúgó
- [3422] Magyar Kornélia, Ihász Sándorné (1937–2022)[47] gyorskorcsolyázó, kerékpárversenyző, edző
- [3423] Magyar Lajos (1950) labdarúgó
- [3424] Magyar László (1936) úszó, edző
- [3425] Magyar László (1947) kerékpárversenyző, edző
- [3426] Magyar Tibor (1947) kerékpárversenyző
- [3427] Magyar Zoltán (1953) tornász, edző
- [3428] Magyar Zsolt (1972) tájfutó
- [3429] Mahó László (1941) kerékpárversenyző, edző
- [3430] Mahrer Emil (1932–2007) rendező
- [3431] Májer József (1957–2025) atléta, hosszútávfutó
- [3432] Májer Lajos (1956–1998) labdarúgó
- [3433] Major István (1949–2014) atléta, magasugró, edző
- [3434] Major Katalin (1960) kézilabdázó
- [3435] Major Péter (1970) lovastornász
- [3436] Major Sándor (1965) birkózó
- [3437] Majoross Péter (1943) vitorlázó
- [3438] Majthényi Szabolcs (1972) vitorlázó
- [3439] Majzik Mária, Bánhidi Béláné (1951) atléta, rövidtávfutó, edző
- [3440] Mák Gyöngyi, Kovács Jenőné (1940) tornász, edző
- [3441] Makatura Erzsébet (1959) kajakozó, edző
- [3442] Makkai Miklós (1948–2020)[48] tekéző, edző
- [3443] Makkár Mária, Lengyel Györgyné (1924) pedagógus, pszichológus
- [3444] Makláry Ilona, Ősz-Szabó Imréné, Buzek Lászlóné (1945) röplabdázó, edző
- [3445] Makláry László (1935) röplabdázó
- [3446] Makó Ernő (1955–2016)[49] atléta, rúdugró
- [3447] Makra Zsigmond (1966) tájfutó
- [3448] Makrai Csaba (1963) kajakozó, edző
- [3449] Makray Katalin, Schmitt Pálné (1945) tornász, edző
- [3450] Makszin Imre (1941) testnevelő tanár, edző, szakíró
- [3451] Malina Lajos (1941) evezős, edző
- [3452] Mallász Margit (1907–1992) úszó, iparművész, a Világ Igaza
- [3453] Malomsoki Jenő (1927–2011) biológus
- [3454] Malonyai Péter (1952) sportújságíró
- [3455] Malovecz Zsuzsa, Győri Lajosné (1962) atléta, gerelyhajító, edző
- [3456] Mamusich Tibor (1911–1999) evezős, edző
- [3457] Mandl Ernő (1924–2014) sportrepülő, vitorlázórepülő, edző
- [3458] Mandzák Bertalan (1957) súlyemelő, edző
- [3459] Maracskó Tibor (1948) öttusázó, edző
- [3460] Marczis Katalin, Halász Lajosné (1950) röplabdázó, edző
- [3461] Margay Sándor (1961) sportújságíró
- [3462] Margitics Béla (1943) atléta, távolugró
- [3463] Margó György (1947) autóversenyző
- [3464] Máriási Zsolt (1967) labdarúgó
- [3465] Markó Gábor (1960) atléta, akadályfutó, edző
- [3466] Markó László (1959) repülőmodellező
- [3467] Markó Margit, Nemesházi Imréné (1943) atléta, rövidtávfutó
- [3468] Markó Sándor (1934) síelő
- [3469] Markovich Györgyi (1964) síelő
- [3470] Markovits Kálmán (1931–2009) vízilabdázó, edző, sportvezető
- [3471] Markovits László (1970) teniszező
- [3472] Markovits Magdolna, Köpf Károlyné (1944) kosárlabdázó, edző
- [3473] Márkus Erzsébet (1969) súlyemelő
- [3474] Márkus Krisztina (1967) evezős
- [3475] Maros Magda (1951) tőrvívó
- [3476] Maros Vera (1977) triatlonista
- [3477] Marosffy Szabolcs (1949) asztaliteniszező, edző
- [3478] Marosi István (1944–2018)[50] kézilabdázó, edző, sportvezető
- [3479] Marosi József (1934) párbajtőrvívó, tőrvívó
- [3480] Marosi Judit (1971) asztaliteniszező
- [3481] Marosi László (1920) atléta, rövidtávfutó, középtávfutó
- [3482] Marosi László (1962) kézilabdázó
- [3483] Marosi Paula, Bánvölgyi Dezsőné (1936–2022) tőrvívó
- [3484] Marosvári Kornél (1943–2016)[51] sportlövő, edző
- [3485] Marosvölgyi János (1964) birkózó, edző
- [3486] Marót Péter (1945–2020) kardvívó, edző
- [3487] Maróthi Tibor (1962) evezős
- [3488] Maróthy István (1943–2023) birkózó, edző
- [3489] Maróti Gyula (1928) sakkedző
- [3490] Maróti Vilmos (1968) triatlonista
- [3491] Maróty Miklós (1966) síelő
- [3492] Marozsán János (1965) labdarúgó
- [3493] Marsi Márk (1973) tőrvívó
- [3494] Martin Miklós (1931–2019) vízilabdázó
- [3495] Martina Tibor (1968) atléta, középtávfutó
- [3496] Martinecz Endre (1954) sportrepülő
- [3497] Martinek János (1965) öttusázó, párbajtőrvívó
- [3498] Martinkó Károly (1933) sportújságíró
- [3499] Martinuzzi Béla (1929–1990) jégkorongozó, edző
- [3500] Márton Gábor (1955) kosárlabdázó
- [3501] Márton Gábor (1966) labdarúgó
- [3502] Marton István (1944) tőrvívó
- [3503] Márton Jenő (1936) műugró, edző
- [3504] Martonosi Imre (1967) cselgáncsozó
- [3505] Martos György (1943) gyorskorcsolyázó, edző
- [3506] Martos Győző (1949) labdarúgó, edző, sportvezető
- [3507] Martos Mihály (1945) gyorskorcsolyázó, sportorvos
- [3508] Maruzsi László (1953) autóversenyző
- [3509] Marvalics Györgyi, Székelyné (1924–2002[22]) tőrvívó
- [3510] Masa István (1944) gyeplabdázó, edző
- [3511] Masznyik Gábor (1935) repülőmodellező, sportvezető
- [3512] Mátay Andrea (1955) atléta, magasugró, újságíró
- [3513] Mátay Dezsőné, Vékony Ilona (1926) kosárlabdázó, edző, magasugró
- [3514] Máté Csaba (1962) síelő, sílövő
- [3515] Máté János (1936–2008) labdarúgó
- [3516] Máté János (1948) labdarúgó
- [3517] Máté Lajos (1928) síelő
- [3518] Máté Péter, G. (1948) evezősedző, újságíró
- [3519] Máté Sándor (1932) motorversenyző, edző, sportvezető
- [3520] Máthé József (1945) súlyemelő, edző
- [3521] Máthé Sára, Lukács Attiláné (1936–2017)[52] asztaliteniszező, edző
- [3522] Mathesz Imre (1937–2010) labdarúgó, edző
- [3523] Matics Emil (1929–2014) vitorlázó
- [3524] Mátis Zsuzsa (1944) síelő
- [3525] Matiszlovics Tibor (1930) tekéző
- [3526] Mató Edit, Egyed Béláné (1947–2020)[53] műkorcsolyázó, edző
- [3527] Mátrai István (1947) rádióamatőr
- [3528] Mátrai István (1949) sportlövő
- [3529] Mátrai Sándor (1932–2002) labdarúgó
- [3530] Mátsik László (1955) vízilabdázó, edző
- [3531] Matskássy Imréné, Boda Mária (1951–2015) labdarúgó
- [3532] Matulai Zsuzsa, Takácsné (1955) tornász, edző
- [3533] Matus Diana (1975) sportakrobata
- [3534] Mátyás Ildikó (1963) tájfutó, maratoni futó
- [3535] Matyóka Csaba (1966) evezős
- [3536] Matyucz Éva, Lukács Józsefné (1953) tornász, edző
- [3537] May Attila (1942) tőrvívó
- [3538] Mayer Gábor (1959) síelő, sílövő
- [3539] Mayer György (1942) cselgáncsozó, edző
- [3540] Mayer József (1932–2012) röplabdázó
- [3541] Mayer Mihály (1933–2000) vízilabdázó, edző
- [3542] Mayer Zsolt (1966) jégkorongozó
- [3543] Mazány Gábor (1953) síelő
- [3544] Mazány Sándor (1923) síelő
- [3545] Mecser Lajos (1942) atléta, középtávfutó, hosszútávfutó
- [3546] Meczner András (1940) repülőmodellező
- [3547] Mede Lajos (1934) tekéző, edző
- [3548] Medek Miklós (1946) búvárúszóedző, úszóedző, sportvezető
- [3549] Medgyes László (1955) kajakozó, edző
- [3550] Medgyesi Judit, Nietz Istvánné (1956) kosárlabdázó
- [3551] Medgyesi Julianna, Dencsi Imréné (1941) röplabdázó
- [3552] Medgyesi Mária, Nagyné, Nagy Miklósné, Nagy Sándorné (1944) röplabdázó, edző
- [3553] Mednyánszki Szilvia (1971) kajakozó
- [3554] Medovarszki János (1937–2004) atléta, magasugró, edző
- [3555] Medveczky Krisztina, Tóth Istvánné (1958) tornász, edző
- [3556] Megyerdi Antal (1939) kerékpárversenyző, edző, sportvezető
- [3557] Megyesi István (1949–2016) labdarúgó
- [3558] Meiszner Angéla, Voit Erikné (1935) evezős
- [3559] Meksz Anikó (1965) kézilabdázó
- [3560] Melega Mária (1966) evezős
- [3561] Meleghegyi Csaba (1941–2004)[54] sakkozó, levelezési sakkozó, újságíró
- [3562] Melis Antal (1946) evezős, edző, sportvezető
- [3563] Melis Béla (1959–2024) labdarúgó
- [3564] Melis Zoltán (1947) evezős, edző, sportvezető
- [3565] Menczel Iván (1941–2011) labdarúgó
- [3566] Menczer Gusztáv (1959) atléta, rövidtávfutó
- [3567] Mendelényi Tamás (1936–1999) kardvívó, edző
- [3568] Mentsik Konrád (1942) tornász, edző
- [3569] Menyhárt Gáspár (1950) jégkorongozó
- [3570] Méray Kornélia, Pap Jenőné (1930) evezős, edző, újságíró
- [3571] Merényi József (1928–2018) gyorskorcsolyázó, edző
- [3572] Merő Nóra, Őry Tamásné (1944) röplabdázó, edző, sportvezető
- [3573] Meskó Beáta (1964) kosárlabdázó
- [3574] Messzi István (1961–1991) súlyemelő, edző
- [3575] Messzinger Zsuzsa (1970) röplabdázó
- [3576] Mester Réka (1975) sportakrobata
- [3577] Mészáros Adrienne (1966) gokartversenyző
- [3578] Mészáros András (1941) kerékpárversenyző
- [3579] Mészáros András (1956) sakkozó, edző
- [3580] Mészáros Csaba (1964) vízilabdázó
- [3581] Mészáros Erika (1966) kajakozó
- [3582] Mészáros Ferenc (1950–2023) labdarúgó, edző
- [3583] Mészáros Ferenc (1963) labdarúgó
- [3584] Mészáros Gábor (1962) úszó, edző
- [3585] Mészáros Gabriella (1913–1994) tornász
- [3586] Mészáros György (1933–2015) kajakozó, edző
- [3587] Mészáros István (1933–1994) kajakozó
- [3588] Mészáros István (1942) vitorlázó
- [3589] Mészáros István (1954) síelő
- [3590] Mészáros István (1967) súlyemelő
- [3591] Mészáros János (1948) biológus, szakíró, egyetemi tanár
- [3592] Mészáros János (1954) cselgáncsozó, edző
- [3593] Mészáros János (1956) súlyemelő
- [3594] Mészáros József (1923–1997) labdarúgó, edző, sportvezető
- [3595] Mészáros József (1941) tekéző, edző
- [3596] Mészáros Lajos (1949) kosárlabdázó, edző
- [3597] Mészáros László (1953) motorversenyző
- [3598] Mészáros Réka (1975) aerobicversenyző
- [3599] Mészáros Tibor (1940) vitorlázó
- [3600] Mészárovics György (1945–2021) ejtőernyős, edző
- [3601] Meszéna Miklós (1940–1995) kardvívó, edző
- [3602] Mészöly András (1949) jégkorongozó
- [3603] Mészöly Géza (1967) labdarúgó, edző
- [3604] Mészöly Kálmán (1941–2022) labdarúgó, edző
- [3605] Mezei Béla (1957) súlyemelő
- [3606] Mezei Richárd (1970) kézilabdázó
- [3607] Mezey György (1941) labdarúgóedző
- [3608] Mező Bertalan (1930) síelő, síugró
- [3609] Mezőfi Tibor (1926–2000) kosárlabdázó
- [3610] Michl Mátyás (1935) repülőmodellező, sportvezető
- [3611] Mihalkó Bertalan (1953) síelő, síugró
- [3612] Mihály Gyula (1968) kosárlabdázó
- [3613] Mihály László (1940) hajómodellező
- [3614] Mihályfi János (1935–1998) atléta, súlylökő
- [3615] Mihályfi László (1939) atléta, rövidtávfutó, távolugró
- [3616] Mihályi Zoltán (1958) búvárúszó
- [3617] Mihályka Tibor (1971) súlyemelő
- [3618] Miholek István (1958) birkózó
- [3619] Mike István (1924–1994) labdarúgó
- [3620] Mikes Ferenc (1925) atléta, középtávfutó, edző
- [3621] Miklósfalvy Éva, Gálné (1959) úszó, vízilabdázó
- [3622] Mikola Tamás (1957) úszó, edző
- [3623] Milassin Lóránd (1948–2021) atléta, gátfutó, edző
- [3624] Miltényi Márta, Ránky Ernőné (1938–2021)[55] sportorvos, edző
- [3625] Mincza Ildikó (1969) tőrvívó, párbajtőrvívó
- [3626] Mindszenty János (1921–2002) sportvezető, atlétaedző
- [3627] Misek Csaba (1963) kosárlabdázó
- [3628] Miskei János (1936) atléta, rúdugró
- [3629] Miskó Ágnes (1971) tornász
- [3630] Miskó Zsuzsa (1971) tornász
- [3631] Mitring Gábor (1967) evezős
- [3632] Mitró György (1930–2010) úszó
- [3633] Mizsei György (1971) ökölvívó
- [3634] Mizsér Attila (1961) öttusázó, edző
- [3635] Mizsér Jenő (1929–2004) öttusázó, edző, szakíró
- [3636] Mocsai Lajos (1954) kézilabdaedző
- [3637] Móczár Péter (1952–2021) autóversenyző
- [3638] Mogyorósy Sára, Koren Csabáné (1937) kosárlabdázó, edző
- [3639] Mohácsi Attila (1940–2019) vízilabdaedző
- [3640] Mohácsi Ferenc (1929–2025) kenus, síelő, öttusázó
- [3641] Mohácsi János (1940–2006) sportorvos, szakíró
- [3642] Mohácsi Péter (1946) atléta, középtávfutó, hosszútávfutó
- [3643] Mohai István, id. (1934–2001) repülőmodellező, autómodellező, sportvezető
- [3644] Mohai István, ifj. (1960) repülőmodellező
- [3645] Mohai Krisztina (1970) síelő
- [3646] Mohamed Aida (1976) tőrvívó
- [3647] Mohay Gábor (1946) tekéző, sportújságíró
- [3648] Mohi Zoltán (1967) vízilabdázó
- [3649] Mohi László (1967) szörföző
- [3650] Mokos Gábor (1964–2013) kosárlabdázó
- [3651] Mókus Lajos (1962) tornász
- [3652] Moldrich Antal (1934) öttusázó
- [3653] Moldvai Katalin (1977) úszó
- [3654] Moldván Miklós (1954) labdarúgó, edző
- [3655] Molnár Adél (1974) triatlonista
- [3656] Molnár Ákos (1951) szörföző, vitorlázó
- [3657] Molnár Albin (1935–2022) vitorlázó, edző
- [3658] Molnár Andrea (1968) labdarúgó
- [3659] Molnár Andrea (1975) tornász
- [3660] Molnár Anna, Boros Antalné (1954) asztaliteniszező, edző
- [3661] Molnár Anna (1960) ritmikus sportgimnasztikázó, edző
- [3662] Molnár Árpád (1936) sakkfeladványszerző
- [3663] Molnár Csaba (1960) sportrepülő
- [3664] Molnár Dániel (1946–2003) sportújságíró, sportvezető
- [3665] Molnár Dávid (1974) jégkorongozó
- [3666] Molnár Dénes (1968) síelő
- [3667] Molnár Dezső (1939) labdarúgó
- [3668] Molnár Edit (1965) atléta, rövidtávfutó
- [3669] Molnár Endre (1945) vízilabdázó, edző
- [3670] Molnár Erika (1976) triatlonista
- [3671] Molnár Éva, Melis Zoltánné (1947) evezős, edző
- [3672] Molnár Éva (1958) evezős, edző
- [3673] Molnár Ferenc (1924) atlétaedző
- [3674] Molnár Franciska (1958–2013) cselgáncsozó, edző
- [3675] Molnár Gábor (1950) tájfutó
- [3676] Molnár Gábor (1953) síugró
- [3677] Molnár Gábor (1963) öttusázó, úszó, sportvezető
- [3678] Molnár Gábor (1964) atléta, rúdugró
- [3679] Molnár Gabriella, Láng Józsefné (1927) kajakozó
- [3680] Molnár Géza (1953) birkózó, edző, sportvezető
- [3681] Molnár Géza (1961) tájfutó
- [3682] Molnár Gyula (1947) birkózó, sportvezető
- [3683] Molnár Gyula (1953) kézilabdázó, edző
- [3684] Molnár Imre (1949–2019) tornász, edző
- [3685] Molnár István (1933) sakkozó, edző
- [3686] Molnár István (1937) röplabdázó, edző
- [3687] Molnár István (1939–2015)[56] atlétaedző
- [3688] Molnár István (1944) sportvezető
- [3689] Molnár István (1945) tornász, edző, sportvezető
- [3690] Molnár János (1950) lovas, fogathajtó, edző
- [3691] Molnár János (1959) asztaliteniszező
- [3692] Molnár József (1956) repülőmodellező
- [3693] Molnár Károly (1953) cselgáncsozó, edző
- [3694] Molnár Krisztina (1976) tornász, atléta, rúdugró
- [3695] Molnár Lajos (1913–2005) kajakozó, síelő, edző
- [3696] Molnár Magda, Szabó Lászlóné (1939) tájfutó
- [3697] Molnár Mária, Tóth Józsefné (1923–2002[22]) kézilabdázó, edző
- [3698] Molnár Mariann (1967) röplabdázó
- [3699] Molnár Róbert (1962–2021)[57] vízilabdázó
- [3700] Molnár Sándor (1939) atlétaedző, sportvezető
- [3701] Molnár Sándor (1942) atlétaedző
- [3702] Molnár Sándor (1966) sportlövő
- [3703] Molnár Tamás (1968) atléta, rövidtávfutó
- [3704] Molnár Tibor (1962) ökölvívó
- [3705] Molnár Zoltán (1961) evezős, edző
- [3706] Molnár Zsuzsa, Pocsainé (1966) tekéző
- [3707] Móna István (1940–2010) öttusázó, párbajtőrvívó, edző
- [3708] Mondi József (1948) röplabdázó, sportvezető
- [3709] Monori Tünde (1954) síelő
- [3710] Mónos Tamás (1968) labdarúgó
- [3711] Monostori Attila (1971–2025) vízilabdázó
- [3712] Monostori Lajos (1914) levelezési sakkozó, sakkozó
- [3713] Monostori Tivadar (1936–2014) labdarúgó, edző
- [3714] Monspart Gábor (1906–1997) lovasedző, sportvezető
- [3715] Monspart Sarolta (1944–2021) tájfutó, síelő, maratoni futó
- [3716] Montvai Tamás (1965) búvárúszó
- [3717] Mónus András (1934–2022)[58] pszichológus, sportvezető, íjászedző
- [3718] Móra László (1943) sportújságíró
- [3719] Moravetz Ferenc (1938–2015) cselgáncsozó, edző, sportvezető
- [3720] Morcz László (1956) kerékpárversenyző, edző
- [3721] Morgen Frigyes (1957–2018) kosárlabdázó
- [3722] Mórotz András (1941) síelő
- [3723] Mórotz Attila (1958) repülőmodellező
- [3724] Mórotz Réka (1942) síelő
- [3725] Morvai Katalin (1957) atléta, magasugró, sportújságíró
- [3726] Morvay Béla (1944) sportvezető
- [3727] Morvay Lajos (1935–1991) labdarúgó, asztaliteniszező
- [3728] Mosonyi Kálmán (1915) levelezési sakkozó, matematikai szakíró
- [3729] Moss László, id. (1927) röplabdázó, edző
- [3730] Moss László, ifj. (1960) kosárlabdázó
- [3731] Mossóczy Lívia, Bánhegyi Lászlóné (1936–2017) asztaliteniszező, edző
- [3732] Mózer Erzsébet, Sarlós Györgyné (1941) evezős, edző
- [3733] Mózes Anna, Ecet Mihályné (1944) kajakozó
- [3734] Mracskó Annamária, Bödőné (1962) tekéző, edző
- [3735] Mracskó Mihály (1968) labdarúgó
- [3736] Mravecz Béla (1967) tornász
- [3737] Mravik Gusztáv (1963) sportújságíró, sportstatisztikus
- [3738] Mráz László (1951) tekéző, edző
- [3739] Mrena Imre (1923) cselgáncsozó, birkózó, sportvezető
- [3740] Mucha József (1951) labdarúgó, edző
- [3741] Mucza László (1944) sportlövő, edző
- [3742] Muha József (1922) sportújságíró
- [3743] Mult József (1943) repülőmodellező
- [3744] Munkácsi Antónia (1938) atléta, rövidtávfutó
- [3745] Munkácsi István (1937–2010) atléta, gátfutó
- [3746] Munkácsy Sándor (1969) atléta, tízpróbázó
- [3747] Murai Sándor (1961) labdarúgó
- [3748] Murányi János (1944) atléta, diszkoszvető
- [3749] Muskovszky Gábor (1947) párbajtőrvívó, öttusázó, edző
- [3750] Muszil Zsuzsa (1972) ritmikus sportgimnasztikázó
- [3751] Mutschler Mátyás (1945) atléta, magasugró, edző, szakíró
- [3752] Muzsnai Ágnes (1955) tájfutó
- [3753] Müller Ágnes (1964) asztaliteniszező
- [3754] Müller András (1958) vízilabdázó
- [3755] Müller Ferenc (1932–2017)[59] sportakrobata, röplabdaedző
- [3756] Müller György (1938–2003) úszó, edző
- [3757] Müller Judit (1962) tornász, edző
- [3758] Müller Katalin, Száll Antalné (1943) tornász
- [3759] Müller Mihály (1960) hajómodellező
- [3760] Müller Sándor (1948–2024) labdarúgó, sportvezető
- [3761] Müller Veronika (1970) ritmikus sportgimnasztikázó
- [3762] Müllner Imre (1951) levelezési sakkozó
- [3763] Müllner Jenő (1943–2008) sportvezető

## N, Ny
- [3764] Nádasdi Zsolt (1965) kenus
- [3765] Nádasi Antal (1934) újságíró
- [3766] Nádasi Attila (1958) birkózó, edző
- [3767] Nádaskay Péter (1957) hajómodellező
- [3768] Nádor Attila (1962) motorversenyző
- [3769] Nádor István (1963) motorversenyző
- [3770] Nádor Zsuzsa (1927–2015) úszó
- [3771] Nádori László (1923–2011) biológus, pszichológus
- [3772] Nádori Pál (1928–2022)[60] kézilabdaedző
- [3773] Nagy Ambrus (1924–1998) párbajtőrvívó
- [3774] Nagy András (1920–1997) labdarúgó
- [3775] Nagy Andrea (1963) tornász, sportakrobata, edző
- [3776] Nagy Andrea (1970) labdarúgó
- [3777] Nagy Andrea (1971) kosárlabdázó
- [3778] Nagy Antal (1944) labdarúgó
- [3779] Nagy Antal (1956) labdarúgó
- [3780] Nagy Attila (1962) evezős
- [3781] Nagy Attila (1966) tollaslabdázó
- [3782] Nagy Béla (1941) sportlövő, edző
- [3783] Nagy Béla (1943) íjász
- [3784] Nagy Béla (1944–2006) sportújságíró, szerkesztő, sporttörténész
- [3785] Nagy Béla (1962) birkózó, edző
- [3786] Nagy Bernadett (1969) súlyemelő
- [3787] Nagy Bernadett (1972) búvárúszó
- [3788] Nagy Csilla (1953–2012) kosárlabdázó
- [3789] Nagy Dóra (1968) kosárlabdázó
- [3790] Nagy Edit, Bíró Péterné (1929–2023) pedagógus
- [3791] Nagy Endre (1953) vitorlázó
- [3792] Nagy Ervin (1945) sakkozó, orvos
- [3793] Nagy Erzsébet (1946) evezős
- [3794] Nagy Ferenc (1945) súlyemelő, edző
- [3795] Nagy Ferenc (1956) vitorlázó
- [3796] Nagy Gábor (1951) kerékpárversenyző, edző
- [3797] Nagy Géza (1910–1995) atléta, gátfutó, rövidtávfutó
- [3798] Nagy Gyöngyi (1938) íjász
- [3799] Nagy György (1926) pszichológus, edző
- [3800] Nagy György (1926–2004) kosárlabdázó, edző
- [3801] Nagy György (1941) kajakozó, edző
- [3802] Nagy György (1942–1992) labdarúgó
- [3803] Nagy György (1958) rádióamatőr
- [3804] Nagy Ibolya, Bátkiné (1965) műugró, edző
- [3805] Nagy Ilona, Békási Tiborné (1951) kézilabdázó
- [3806] Nagy Imre (1933–2013) öttusázó, párbajtőrvívó, sportvezető
- [3807] Nagy István (1926) cselgáncsozó, edző
- [3808] Nagy István (1929) sportvezető, tekéző
- [3809] Nagy István (1939–1999) labdarúgó, edző
- [3810] Nagy István (1946) röplabdázó, edző
- [3811] Nagy István (1959) atléta, rövidtávfutó
- [3812] Nagy István (1966) ejtőernyős
- [3813] Nagy István (1972) tájfutó
- [3814] Nagy János (1947) labdarúgó, edző
- [3815] Nagy János (1950) labdarúgó
- [3816] Nagy János (1964) birkózó
- [3817] Nagy Jenő (1934) röplabdázó, edző
- [3818] Nagy József (1934) ökölvívó, edző
- [3819] Nagy József (1942–2017)[61] gyeplabdázó, edző
- [3820] Nagy József (1952) úszó, edző
- [3821] Nagy József (1953) ökölvívó
- [3822] Nagy József (1954) birkózó, sportgyúró
- [3823] Nagy József (1955) sportvezető
- [3824] Nagy József (1959) autóversenyző, gokartversenyző
- [3825] Nagy József (1960) labdarúgó
- [3826] Nagy Judit (1946) atléta, súlylökő
- [3827] Nagy Judit, Fejérdy Gáborné (1955) gyorskorcsolyázó
- [3828] Nagy Judit, Földingné (1965) atléta, hosszútávfutó, maratoni futó
- [3829] Nagy Károly (1944) sportlövő
- [3830] Nagy Katalin (1964) úszó, vízilabdázó
- [3831] Nagy Krisztina (1969) asztaliteniszező
- [3832] Nagy Lajos (1924) evezős
- [3833] Nagy Lajos (1944) cselgáncsozó
- [3834] Nagy Lajos (1945) sportlövő
- [3835] Nagy Lajos (1965) repülőmodellező
- [3836] Nagy Lajos (1970) tekéző
- [3837] Nagy László (1927–2005) műkorcsolyázó, edző
- [3838] Nagy László (1930) kajakozó, edző, sportvezető
- [3839] Nagy László (1931–2004) kajakozó, edző
- [3840] Nagy László (1942–1995) vitorlázó
- [3841] Nagy László (1947) ökölvívó, edző
- [3842] Nagy László (1949) labdarúgó, edző
- [3843] Nagy László (1950) kajakedző
- [3844] Nagy László (1954) tekéző
- [3845] Nagy László (1957) tekvandózó
- [3846] Nagy László (1965) evezős
- [3847] Nagy László, P. (1955) labdarúgó, edző
- [3848] Nagy Levente (1923) vitorlázó, sportvezető
- [3849] Nagy Margit, Sándor Istvánné (1921–2001) tornász, edző
- [3850] Nagy Margit, Juni Györgyné (1940) röplabdázó
- [3851] Nagy Mária (1950) kosárlabdázó, edző
- [3852] Nagy Marianna, Bagdi Lajosné (1929–2011) műkorcsolyázó, edző
- [3853] Nagy Mariann, Gódor Mihályné (1957) kézilabdázó
- [3854] Nagy Marianna (1960) kosárlabdázó
- [3855] Nagy Miklós (1935) vitorlázó
- [3856] Nagy Miklós (1938) labdarúgó-játékvezető, sportvezető
- [3857] Nagy Pál, B. (1935) párbajtőrvívó, edző
- [3858] Nagy Péter (1953) kosárlabdázó
- [3859] Nagy Péter (1959) röplabdázó, edző
- [3860] Nagy Péter (1961) súlyemelő
- [3861] Nagy Róbert (1940) súlyemelő
- [3862] Nagy Róbert (1967) motorversenyző
- [3863] Nagy Sándor (1940–2024) sportlövő, edző
- [3864] Nagy Sándor (1950) hegymászó, sportvezető
- [3865] Nagy Sándor (1956) autóversenyző
- [3866] Nagy Sándor (1960) úszó
- [3867] Nagy Sarolta (1957) síelő
- [3868] Nagy Tibor (1947) kajakozó, edző
- [3869] Nagy Tibor (1962) labdarúgó
- [3870] Nagy Tímea (1970) párbajtőrvívó
- [3871] Nagy Tünde (1968) labdarúgó
- [3872] Nagy Viktor (1971) teniszező
- [3873] Nagy Vilmos (1946) kajakozó, edző
- [3874] Nagy Zoltán (1964) autómodellező, repülőmodellező
- [3875] Nagy Zoltán (1965) kosárlabdázó
- [3876] Nagy Zsigmond (1937–2010)[62] atléta, súlylökő, diszkoszvető, edző
- [3877] Nagy Zsolt (1946) kardvívó
- [3878] Nagy Zsolt (1969) vitorlázó
- [3879] Nagy Zsuzsa, Szabó Ambrusné (1940) atléta, középtávfutó, edző
- [3880] Nagy Zsuzsa, Pásztorné (1951) tornász, edző
- [3881] Nagy Zsuzsa, Gáhidiné (1955) kézilabdázó
- [3882] Nagy Zsuzsa (1975) cselgáncsozó
- [3883] Nagyabonyi Ildikó (1966) labdarúgó
- [3884] Nagyági Katalin (1974) tájfutó
- [3885] Nagyházi Zoltán (1949) kardvívó, edző
- [3886] Nagykáldi Csaba (1939) pszichológus
- [3887] Nagykárolyi András (1939) sportlövő, edző
- [3888] Nagymarosi Mihály (1919–2002) labdarúgó
- [3889] Nagysolymosi Sándor (1957) cslegáncsozó, edző
- [3890] Naményi József (1942) újságíró, szerkesztő, szakíró
- [3891] Napkori György (1958) repülőmodellező
- [3892] Naschitz Katalin, Lőrinczné (1952) tekéző, edző
- [3893] Násfay Béla (1940) búvár, sportvezető
- [3894] Navarovszky László (1933–1996)[63] sakkozó, edző, sportvezető
- [3895] Navarrete József (1964) kardvívó
- [3896] Nébald György (1956) kardvívó, edző
- [3897] Nébald Rudolf (1952) kardvívó, edző
- [3898] Nedeczky György (1947–2019) párbajtőrvívó, edző
- [3899] Néder György (1955) búvárúszó
- [3900] Négyesy György (1893–1992) sakkozó, szakíró, sportvezető
- [3901] Nemecz Károly (1950) ökölvívó
- [3902] Némedi Imre (1958) ökölvívó
- [3903] Némedi Károly (1960) műugró, toronyugró, edző
- [3904] Nemere Zoltán (1942–2001) párbajtőrvívó, edző
- [3905] Nemes Gábor (1964) vízilabdázó
- [3906] Nemes László (1960) tőrvívó
- [3907] Nemessányi Árpád (1944) súlyemelő
- [3908] Nemessuri Mihály (1914) orvos, biológus, szakíró
- [3909] Német Zoltán (1968) kézilabdázó
- [3910] Németh Ágnes (1961) kosárlabdázó
- [3911] Németh Andrea (1968) öttusázó, triatlonista
- [3912] Németh Angéla, Ránky Mátyásné (1946–2014) atléta, gerelyhajító
- [3913] Németh Béla (1906–2000) atléta, hosszútávfutó, edző
- [3914] Németh Csaba (1946) sportvezető
- [3915] Németh Csaba (1962) kézilabdázó
- [3916] Németh Erzsébet, Csajbók Sándorné (1953) kézilabdázó
- [3917] Németh Erzsébet (1957) tollaslabdázó
- [3918] Németh Ferenc (1919) kosárlabdázó, kézilabdázó
- [3919] Németh Ferenc (1936) öttusázó, edző, sportvezető
- [3920] Németh Ferenc (1952–2013) sportfotóművész, fotóriporter, újságíró
- [3921] Németh Gábor (1936–2019)[64] síelő
- [3922] Németh Gábor (1967) tollaslabdázó
- [3923] Németh Gabriella (1968) evezős
- [3924] Németh Géza (1940) síelő
- [3925] Németh Gyula (1924–1992) labdarúgó, edző, sportújságíró
- [3926] Németh Gyula (1950) atléta, középtávfutó, edző
- [3927] Németh Gyula (1950) atléta, távolugró, edző
- [3928] Németh Gyula (1959–2023) atléta, magasugró[65]
- [3929] Németh Helga (1973) kézilabdázó
- [3930] Németh Ida (1936–?) atléta, magasugró, ötpróbázó
- [3931] Németh Ilona, Horváthné (1956) atléta, rövidtávfutó, edző
- [3932] Németh Károly (1953) kosárlabdázó, edző
- [3933] Németh Károly (1957) cselgáncsozó
- [3934] Németh Károly (1970) asztaliteniszező
- [3935] Németh Kornél (1954) motorversenyző, edző
- [3936] Németh Lajos (1944–2014) labdarúgó, játékvezető
- [3937] Németh Lajos (1945) tekéző, edző
- [3938] Németh Lajos (1954) röplabdaedző
- [3939] Németh László (1965) rádióamatőr
- [3940] Németh László (1970) súlyemelő
- [3941] Németh Miklós (1935) vitorlázó
- [3942] Németh Miklós (1946) atléta, gerelyhajító, sportszergyártó
- [3943] Németh Pál (1937–2009) atlétaedző
- [3944] Németh Péter (1950) sportújságíró
- [3945] Németh Róbert (1935) atléta, hármasugró
- [3946] Németh Sándor (1925–1993) úszó
- [3947] Németh Sándor (1957) birkózó, edző
- [3948] Németh Zsolt (1963) tőrvívó, edző
- [3949] Németh Zsolt (1970) vízilabdázó
- [3950] Némethvári Ernő (1914–2003) atléta, súlylökő, edző
- [3951] Neszmélyi Vera (1939–2003) atléta, rövidtávfutó
- [3952] Neu Jenő (1914) sportvezető, szakíró
- [3953] Neupor Mária, Almás Károlyné (1935) tájfutó
- [3954] Nieberl Károly (1950) kajakozó, edző
- [3955] Nieberl László (1963) kajakozó
- [3956] Niszkács László (1918–2002[22]) sportújságíró
- [3957] Nizák Mónika (1971) lovastornász
- [3958] Nóbik Ferenc (1950) autóversenyző
- [3959] Nóbik Gyula (1940) hajómodellező
- [3960] Nóbik Nóra (1976) hajómodellező
- [3961] Noficzer Anna (1933–1990) kosárlabdázó, edző, sportvezető
- [3962] Nógrádi Ferenc (1940–2009) labdarúgó, edző
- [3963] Noskó Ernő (1945) labdarúgó
- [3964] Noszály Andrea (1970) teniszező
- [3965] Noszály Sándor, id. (1940) atléta, magasugró, edző
- [3966] Noszály Sándor, ifj. (1972) teniszező
- [3967] Nótáros Attila (1975) repülőmodellező
- [3968] Novák Dezső (1939–2014) labdarúgó, edző
- [3969] Novák Éva (1930–2005) úszó
- [3970] Novák Ferenc (1922–1993) síelő, edző
- [3971] Novák Ferenc (1969) kenus
- [3972] Novák Gábor (1934–2021) kenus, edző
- [3973] Novák Ilona, Popper Imréné (1925–2019) úszó, edző, sportvezető
- [3974] Novák Judit, Lénártné (1963) kosárlabdázó
- [3975] Novák László (1962) röplabdázó, edző
- [3976] Novath György (1958) labdarúgó
- [3977] Novobáczky József (1956) atléta, rúdugró
- [3978] Novobáczky Klára (1958–2023)[66] atléta, távolugró
- [3979] Novotny György (1939) kenus
- [3980] Novotny László (1941–2024) kajakozó
- [3981] Novotny Zoltán (1940) sportújságíró
- [3982] Nozicska József (1955) asztaliteniszező, edző
- [3983] Növényi Norbert, id. (1925) birkózó, edző
- [3984] Növényi Norbert, ifj. (1957) birkózó, kickbokszoló, edző
- [3985] Nyárády József (1945) repülőmodellező
- [3986] Nyári Erzsébet, Balogh Sándorné (1950) kézilabdázó, edző. sportvezető
- [3987] Nyári Magda, Kovács Lajosné (1921–2005) tőrvívó
- [3988] Nyári Sándor (1947) röplabdázó, edző, sportvezető
- [3989] Nyári Virág, Pobekné (1968) röplabdázó
- [3990] Nyári Zsuzsa (1961) kézilabdázó
- [3991] Nyáry Gyula (1965) vitorlázó
- [3992] Nyáry Tamás (1943) tájfutó
- [3993] Nyáry Zsolt (1969) vitorlázó
- [3994] Nyéki Imre (1928–1995) úszó, edző
- [3995] Nyerges Mihály (1946–2011) atléta, tízpróbázó, sportvezető, szociológus
- [3996] Nyers István (1924–2005) labdarúgó
- [3997] Nyers László (1934–2013) birkózó
- [3998] Nyilasi Tibor (1955) labdarúgó, edző
- [3999] Nyírádi György (1954) kajakozó, edző
- [4000] Nyírő György (1921–1996) sportvezető
- [4001] Nyírő István (1945) labdarúgó
- [4002] Nyitrai Zsuzsa, Pallay Sándorné (1948–2017)[67] atléta, diszkoszvető, súlylökő
- [4003] Nyúl Attila (1964) röplabdázó
- [4004] Nyúl Ilona (1955) tőrvívó
- [4005] Nyulászi András (1932) öttusázó, síelő, edző
- [4006] Nyulászi János (1926) sportvezető, könyvtáros, bibliográfus

## O, Ó
- [4007] Ocskay Gábor (1952) jégkorongozó, edző
- [4008] Ocskó László (1962) tollaslabdázó
- [4009] Ódor Lajos (1960) evezős, edző
- [4010] Óhegyi Albin (1937–2009[68]) tájfutó
- [4011] Oláh Béla (1956) súlyemelő
- [4012] Oláh Ferenc (1951) labdarúgó, edző
- [4013] Oláh Imre (1967) súlyemelő
- [4014] Oláh István (1972) síelő
- [4015] Oláh János (1920) vitorlázó
- [4016] Oláh Katalin, Oroszné (1968) tájfutó, hosszútávfutó
- [4017] Oláh Mihály (1954) súlyemelő
- [4018] Oláh Pál (1940) cselgáncsozó, edző
- [4019] Oláh Zsuzsa, Vámossyné (1960) asztaliteniszező
- [4020] Ollé Mária (1929) kézilabdázó, kosárlabdázó, edző
- [4021] Onhausz Tibor (1955–2016) labdarúgó
- [4022] Ónodi Henrietta (1974) tornász
- [4023] Oravecz Erika (1965) kézilabdázó
- [4024] Orbán Árpád (1938–2008) labdarúgó
- [4025] Orbán Csilla (1961) kézilabdázó
- [4026] Orbán György (1967) jégkorongozó
- [4027] Orbán József (1958) birkózó
- [4028] Orbán László (1949–2009) ökölvívó, edző
- [4029] Orbán László (1960) sportlövő
- [4030] Orbán Mónika (1970) kosárlabdázó
- [4031] Orbán Pál Géza (1922) sportvezető, hegymászó
- [4032] Orbán Sándor (1947–2005) ökölvívó, edző
- [4033] Orbay László (1943) kosárlabdázó, edző
- [4034] Orczifalvi István (1914–2001) labdarúgó, edző, asztaliteniszező
- [4035] Oreskó János (1953) motorversenyző, edző
- [4036] Ormai László (1932–2023) asztaliteniszező, sportvezető
- [4037] Ormai Lászlóné, Komlódi Etelka (1931) asztalitenisz-edző, sportvezető
- [4038] Ormándi Sándor (1922–2006) evezős, edző
- [4039] Ormos Edit, Veress Gyuláné (1968) úszó
- [4040] Orodán Ida, Terelmes Lászlóné (1934) evezős
- [4041] Oros Ferenc (1941) atléta, gátfutó, edző
- [4042] Orosi János (1953) rádióamatőr, edző
- [4043] Oross Tibor (1959) kézilabdázó, edző
- [4044] Orosz Andrea, Csipes Ferencné (1967) úszó, edző
- [4045] Orosz Ferenc (1969) labdarúgó
- [4046] Orosz Gyula (1956) tőrvívó, edző
- [4047] Orosz Irén, Árva Istvánné, Molnárné (1951) atléta, rövidtávfutó
- [4048] Orosz László (1971) kosárlabdázó
- [4049] Orosz Pál (1934–2014) labdarúgó, edző, sportvezető
- [4050] Oroszhegyi Károly (1937) labdarúgó, sportújságíró
- [4051] Oroszi Edit (1958) sportlövő, edző
- [4052] Oroszi Margit (1944) tornász
- [4053] Oroszki Ildikó (1966) labdarúgó
- [4054] Oroszki Péter (1961) labdarúgó
- [4055] Oroszlán László (1953–2017) autóversenyző, edző
- [4056] Oroszlán Tibor (1957) autóversenyző
- [4057] Orovecz György (1967) labdarúgó
- [4058] Orphanides Magdolna (1941) síelő, vitorlázó
- [4059] Orsó Miklós (1956) sakkozó, edző, sportvezető
- [4060] Orsovai Dezső (1948) repülőmodellező, edző
- [4061] Országh József (1935–1992) atléta, rövidtávfutó
- [4062] Ortutay Béla (1948) szerkesztő, bibliográfus
- [4063] Orvos András, id. (1925–2001) súlyemelő, edző
- [4064] Orvos András, ifj. (1950) súlyemelő
- [4065] Osztie Géza (1942) tornaedző
- [4066] Osztrics István (1949) párbajtőrvívó
- [4067] Ótott Katalin (1973) tekéző
- [4068] Ótott Kovács Lajos (1966) tekvándózó, edző
- [4069] Óvári Éva (1962) tornász
- [4070] Óváry Eszter (1972) tornász
- [4071] Óváry László (1970) birkózó
- [4072] Ozsvár András (1957) cselgáncsozó, edző, sportvezető
- [4073] Ozsváth András (1929–2015) sakkozó, szakíró, edző
- [4074] Ozsváth Attila (1956–2002) hegymászó, szakíró
- [4075] Ozsváth Károly (1951) biológus, edző, szakíró
- [4076] Ózváry Ferenc (1933) vitorlázó

## Ö, Ő
- [4077] Öcsödi Zoltán (1933) repülőmodellező
- [4078] Ölschléger Róbert (1956) evezős
- [4079] Ölvedi János (1952) ejtőernyős
- [4080] Ölveti László (1941) birkózó, edző
- [4081] Ördög Éva, Merész Andrásné, Sáros Tiborné (1942–1991) vízilabdaedző, úszó
- [4082] Ördögh Ferenc (1961) búvárúszó
- [4083] Ördögh László (1923–2007) repülőmodellező, festőművész
- [4084] Őri Péter (1955) kézilabdázó
- [4085] Őri Tamás (1967) vitorlázó
- [4086] Örkényi Gyula (1936) sportorvos
- [4087] Örkényi Viktor (1936) autómodellező
- [4088] Őrsi András (1943) tájfutó, szobrászművész
- [4089] Östreicher Emil (1914–1992) sportvezető
- [4090] Ötvös Imre (1957) atléta, középtávfutó
- [4091] Őze István (1956) öttusázó, edző, sportvezető
- [4092] Őzse Ágnes (1959) síelő, tájfutó
- [4093] Őzse László (1951) síelő, sílövő

## P
- [4094] Paál Emőke (1971) tájfutó
- [4095] Paál Éva (1940) kosárlabdázó
- [4096] Paál Ibolya (1932) kosárlabdázó, edző
- [4097] Pacsai Márta, Megyeri Sándorné (1952) kézilabdázó
- [4098] Pacséri Kázmér (1930–2013)[69] tőrvívó, edző, sportvezető
- [4099] Pádár Ildikó (1970) kézilabdázó
- [4100] Páder János (1926–2001) sportvezető, kosárlabdaedző. szakíró
- [4101] Páger Antal (1926) birkózó, edző
- [4102] Páger Zoltán (1967) kajakozó
- [4103] Pagonyi Róbert (1973) asztaliteniszező
- [4104] Páhy Tibor (1936) tájfutóedző, sportvezető
- [4105] Pais Péter (1962) kerékpárversenyző
- [4106] Pajor Éva (1937) úszó
- [4107] Pajor Gábor (1956) öttusázó, edző, iparművész
- [4108] Pajor István (1938) síelő, edző, hegymászó
- [4109] Pajor Kornél (1923–2016) gyorskorcsolyázó
- [4110] Pajor-Gyulai László (1958) sportújságíró
- [4111] Pákozdi László (1951–2015) ökölvívó
- [4112] Pákozdy Mihály (1947) hajómodellező
- [4113] Pál Árpád (1955) kézilabdázó
- [4114] Pál Erika (1973) ritmikus sportgimnasztikázó
- [4115] Pál Ferenc (1960) öttusázó, triatlonista
- [4116] Pál Ferenc (1966) atléta, magasugró, római katolikus pap
- [4117] Pál György (1939) ökölvívó
- [4118] Pál Ilona, Páldiné (1954) atléta, rövidtávfutó
- [4119] Pál József (1931–2009) súlyemelő, edző
- [4120] Pál József (1950) labdarúgó, edző
- [4121] Pál Katalin, Ribáry Zoltánné (1947) evezős, edző, sportvezető
- [4122] Pál László (1963) röplabdázó
- [4123] Pál Tibor (1935) labdarúgó, edző
- [4124] Palácsik László (1959–2022) síelő, sílövő
- [4125] Palaczky János (1968) labdarúgó
- [4126] Palanek Éva (1963) atléta, rövidtávfutó, edző
- [4127] Pálfalvi Gábor (1952) sportújságíró
- [4128] Pálffy Tamás (1948–2025)[70] kosárlabdázó, edző
- [4129] Palicskó Tibor (1928–2001) labdarúgó, edző
- [4130] Páling Zsolt (1969) labdarúgó
- [4131] Pálinkás Csaba (1959–2004) kerékpárversenyző
- [4132] Pálinkás Csaba (1965) vitorlázó
- [4133] Pálinkás Erzsébet, Varga Lajosné (1959) röplabdázó
- [4134] Pálinkás Lajos (1964) sportlövő
- [4135] Palinkó Gabriella (1965) evezős
- [4136] Pálizs Attila (1967) kenus
- [4137] Palkó Edit (1977) síelő
- [4138] Palkovics István (1957) labdarúgó
- [4139] Palkovics Krisztián (1975) jégkorongozó
- [4140] Palkovics Tibor (1949) síelő
- [4141] Pálkövi József (1967) sakkozó
- [4142] Pallagi Zsuzsanna (1957) búvárúszó
- [4143] Pallás Gyula (1930) vitorlázó
- [4144] Pálmai József (1928) sportvezető
- [4145] Pálóczi Gyula (1962–2009) atléta, távolugró
- [4146] Palombi Margit, Hofferné (1961) atléta, hétpróbázó
- [4147] Palotai Károly (1935–2018) labdarúgó, játékvezető, sportvezető
- [4148] Palotás Andrea (1969) síelő
- [4149] Pálvölgyi István (1950) kosárlabdázó, edző
- [4150] Pálvölgyi Miklós (1944) öttusázó, triatlonista, edző
- [4151] Pályi András (1943) evezős
- [4152] Páncsics Miklós (1944–2007) labdarúgó, edző, sportvezető
- [4153] Pánczél Miklós (1971) tornász
- [4154] Panyik János (1970) síelő
- [4155] Pap Gyula (1942) tájfutó, geológus
- [4156] Pap István (1932) röplabdázó
- [4157] Pap Jenő (1951) párbajtőrvívó, tőrvívó
- [4158] Pap László (1956) tájfutó
- [4159] Pap Mária (1955) atléta, távolugró
- [4160] Pap Zoltán (1940–2020) tornaedző
- [4161] Pápai János (1958) tájfutó, edző
- [4162] Pápai Mária, Romhányiné (1953) kajakozó, edző
- [4163] Pápai Miklós (1967) jégkorongozó
- [4164] Papanitz Zoltán (1966) sportlövő
- [4165] Papirovnyik Mónika (1970) tekvandózó
- [4166] Papp András (1960) tőrvívó
- [4167] Papp Andrea (1967) tollaslabdázó
- [4168] Papp Angéla (1947) asztaliteniszező
- [4169] Papp Annamária (1971) labdarúgó
- [4170] Papp Bertalan (1913–1992) kardvívó, sportlövő, sportvezető
- [4171] Papp Gábor (1972) tollaslabdázó
- [4172] Papp Győző (1959) sportújságíró
- [4173] Papp István Géza (1941) mérnök, szervező szakmérnök
- [4174] Papp János (1959) atléta, maratoni futó
- [4175] Papp József (1947) asztaliteniszező
- [4176] Papp József (1955) tollaslabdázó
- [4177] Papp Katalin, Steiner Gyuláné (1946–2020) röplabdázó
- [4178] Papp Katalin (1967) kosárlabdázó
- [4179] Papp Lajos (1944–1993) sportlövő, edző, sportvezető
- [4180] Papp László (1926–2003) ökölvívó, edző, sportvezető
- [4181] Papp László, Gy. (1919) sportörténész, olimpiatörténész
- [4182] Papp Margit, Dervalitsné (1948) atléta, öttusázó, távolugró
- [4183] Papp Sándor (1945) sportrepülő, vitorlázórepülő
- [4184] Papp Tibor (1944) ökölvívó
- [4185] Papp Zoltán (1958) síelő, sílövő
- [4186] Papp Zoltán (1962) búvárúszó
- [4187] Papp Gazsi Imre (1923) sportvezető
- [4188] Paprika Jenő (1960) tornász
- [4189] Paraczky Sándor (1929–2001) sportvezető, ökölvívóedző
- [4190] Paragi Ferenc (1953–2016) atléta, gerelyhajító
- [4191] Paraizs Ernő (1968) jégkorongozó
- [4192] Paraoánu Aranka[71] (1974) labdarúgó
- [4193] Parcz Ferenc (1931) vitorlázó
- [4194] Pardi Tibor (1967–2007) vízilabdázó
- [4195] Paróczai András (1956) atléta, középtávfutó
- [4196] Paróczai Sándor (1955) labdarúgó
- [4197] Parragh Katalin (1972) cselgáncsozó
- [4198] Parsch Péter (1936) atléta, középtávfutó
- [4199] Parti János (1932–1999) kenus, edző, sportvezető
- [4200] Parti Zoltán (1954) kenus edző, sportvezető
- [4201] Pásztói Krisztina (1968) kosárlabdázó
- [4202] Pásztor Erzsébet, Gurics Györgyné (1939–2022) kézilabdázó, edző
- [4203] Pásztor Gábor (1959) tornász, edző
- [4204] Pásztor Ildikó (1971) ritmikus sportgimnasztikázó
- [4205] Pásztor István (1926–2015) kerékpárversenyző, edző, sportvezető
- [4206] Pásztor István (1971) kézilabdázó
- [4207] Pásztor József (1954) labdarúgó, edző
- [4208] Pásztor Szabolcs (1959–2022)[72] párbajtőrvívó
- [4209] Pásztor Zoltán (1959) kerékpárversenyző, edző
- [4210] Patakfalvy Miklós (1953) tekvandózó, sportvezető
- [4211] Pataki Miklós (1944–2020) labdarúgó
- [4212] Pataki Zsolt (1937) tájfutó
- [4213] Pataky Péter (1948) vitorlázó
- [4214] Patay D. Zsigmond (1911) röplabdaedző
- [4215] Patek Károly (1953–2020)[73] cselgáncsozó, edző
- [4216] Pati Nagy Zsuzsa, Takács Andrásné, Kovács László (1955) gyorskorcsolyázó, kerékpárversenyző
- [4217] Patkós Ágnes (1975) sportakrobata
- [4218] Patocska Mária, Gyurka Árpádné (1945) ritmikus sportgimnasztikázó, edző, sportvezető
- [4219] Patóh Magda, Tar Lászlóné (1948) úszó, edző
- [4220] Patonai Dénes (1944) vitorlázó
- [4221] Patonai Szilvia (1970) ritmikus sportgimnasztikázó
- [4222] Patonay Imre (1953) kosárlabdaedző
- [4223] Pátrovics Géza (1954) súlyemelő, edző
- [4224] Paulányi Magdolna, Vidos Imréné, Varga Pálné (1945–2024) atléta, gerelyhajító, edző
- [4225] Paulheim Gizella (1939) röplabdázó
- [4226] Pavelka Béla (1969) kajakozó
- [4227] Paveszka Lajosné, Csuber Éva (1941) sportlövő, edző
- [4228] Pavlik Gábor (1942) sportorvos
- [4229] Pavlovics Gábor (1968) tájfutó
- [4230] Pázmány Szabolcs (1938) síelő, öttusázó, építészmérnök
- [4231] Pécsi Gábor (1946) öttusázó, triatlonista, edző
- [4232] Pécsi György (1946) síelő, sílövő
- [4233] Pécsi Mónika (1970) öttusázó, triatlonista
- [4234] Péhl József (1932–2015) kajakozó, edző, sportvezető
- [4235] Peiker György (1930–2011[74]) tájfutó, vegyészmérnök
- [4236] Pék György (1955) jégkorongozó
- [4237] Pekanovits Mária, Liptai Nándorné (1937) evezős
- [4238] Pekarek Tibor (1972) evezős
- [4239] Pekári Miklós (1937) autóversenyző, gokartversenyző
- [4240] Pekli Mária (1972) cselgáncsozó
- [4241] Pelikán László (1943) kajakozó, edző
- [4242] Pelle Judit (1959) úszó
- [4243] Pellei Csaba (1969) vízilabdázó
- [4244] Peltzer Katalin (1959) síelő
- [4245] Pengő László (1952) vízilabdázó, edző
- [4246] Péni István (1962) sportlövő
- [4247] Péntek Gábor (1966) kardvívó
- [4248] Pénzes Gyula (1926) atléta, hosszútávfutó, edző
- [4249] Pércsi József (1942–2011) birkózó, edző
- [4250] Perczel Zsófia (1969) triatlonista
- [4251] Perecsi Tibor (1941–2014) labdarúgó
- [4252] Perényi Pál (1938–2008) motorversenyző, edző
- [4253] Perge Júlia (1966) cselgáncsozó
- [4254] Pergel László (1953) evezős, edző
- [4255] Perger Zsolt (1970) kézilabdázó
- [4256] Pergyik József (1926) röplabdázó, sportvezető, edző
- [4257] Persely József (1956) vízilabdázó, edző
- [4258] Pest Gyula (1944) cselgáncsozó
- [4259] Pessuth Rita (1974) kickbokszoló
- [4260] Petán Péter (1959) sportújságíró
- [4261] Pete László (1963) tekéző
- [4262] Petényi Anikó (1968) tornász
- [4263] Péter András (1944) kenus, edző
- [4264] Péter Imre (1970) vízilabdázó
- [4265] Péter István (1956–2023)[75] birkózó, edző
- [4266] Péter László (1946) sportlövő, edző
- [4267] Péter Zoltán (1958) labdarúgó, edző
- [4268] Péter Zsolt (1972) tornász
- [4269] Péterbencze László (1953) búvárúszó
- [4270] Peterdi Pál (1925–2000) újságíró, edző
- [4271] Péterffy Erika (1969) evezős
- [4272] Péterffy Judit (1964) műkorcsolyázó, edző
- [4273] Péterfy Miklós (1936) asztaliteniszező
- [4274] Peterman József (1947) kerékpárversenyző
- [4275] Pétervári Pál (1955) kenus, edző
- [4276] Pethő Zsuzsanna, Kézi Lászlóné (1945–2021) kézilabdázó
- [4277] Petike Katalin (1973) labdarúgó
- [4278] Petlyánszki Péter (1958) vízilabdázó, edző
- [4279] Pető Béla (1913–2003) sportújságíró, teniszező
- [4280] Pető József (1937) autómodellező
- [4281] Pető Júlia, Ádámné (1933) röplabdázó
- [4282] Pethő László[76] (1948) párbajtőrvívó, öttusázó
- [4283] Pető László (1969) sportlövő
- [4284] Pető Zsuzsa (1958) fotóművész
- [4285] Petőfalvi Tímea (1973) búvárúszó
- [4286] Petőházi Tibor (1954) atléta, rövidtávfutó, edző
- [4287] Petőváry Zsolt (1963) vízilabdázó
- [4288] Petrák Ferenc (1922–1995) sportvezető, politikus, szakszervezeti vezető
- [4289] Petrán Pál (1946) sakkozó
- [4290] Petres Tamás (1968) labdarúgó
- [4291] Petrezselyem Antal (1952) birkózó, edző
- [4292] Petrik Ágnes, Farkasné (1954) ritmikus sportgimnasztikázó, edző
- [4293] Petrik Éva, Nagyné (1962) atléta, hosszútávfutó
- [4294] Petrik József (1956) újságíró
- [4295] Petrik Katalin (1963) kosárlabdázó, edző
- [4296] Petrika Ibolya, Kissné (1957) atléta, rövidtávfutó
- [4297] Petrikovics Gyula (1943–2005) kenus, edző, képzőművész
- [4298] Petrikovics József (1963) motorversenyző
- [4299] Petró Sára, Kotroczó Józsefné (1955) sportlövő, edző
- [4300] Petróczy György (1933) sportrepülő, vitorlázórepülő
- [4301] Petróczy János (1937) kajakozó
- [4302] Petrovácz Ferenc (1944–2020) sportlövő
- [4303] Petrovics Béla (1968) kajakozó
- [4304] Petrovics János (1971–2024) ökölvívó
- [4305] Petrovics Kálmán (1961) kajakozó
- [4306] Petrovics László (1966) kajakozó
- [4307] Petrovits Gábor (1962) tollaslabdázó
- [4308] Petrovits Márta, Englert Istvánné (1964) tollaslabdázó
- [4309] Petrovszky Mihály (1950–2018) cselgáncsozó
- [4310] Petry Zsolt (1966) labdarúgó
- [4311] Pettenkoffer Sándor (1942) vitorlázó
- [4312] Pézsa Tibor (1935) kardvívó, edző, sportvezető
- [4313] Pfeffer Anna (1945) kajakozó, edző
- [4314] Pfeifer Ferenc (1934) sportvezető, sportakrobata
- [4315] Pichler Károly (1967) ejtőernyős
- [4316] Pidl Zita (1966) asztaliteniszező
- [4317] Pigniczki László (1937) asztaliteniszező, edző, sportvezető
- [4318] Pignitzky Péter (1952–2024) sportvezető, edző
- [4319] Pikó Károly (1952–2018) sportorvos
- [4320] Pilhál György (1950) sportújságíró, öttusázó
- [4321] Pilvein Márton (1943) pszichológus
- [4322] Pindák László (1971) jégkorongozó
- [4323] Pinke Tibor (1959) tollaslabdázó
- [4324] Pintér Attila (1966) labdarúgó, edző
- [4325] Pintér Béla (1946) búvárúszó, edző
- [4326] Pintér Ferenc (1954) vízilabdázó
- [4327] Pintér István (1932) vízilabdázó, edző
- [4328] Pintér István (1932–1992) újságíró
- [4329] Pintér István (1961) vízilabdázó
- [4330] Pintér János (1936) atléta, hosszútávfutó, edző
- [4331] Pintér József (1953) sakkozó, edző
- [4332] Pintér P. Henriette (1971) kajakozó
- [4333] Pintér Sándor (1950) labdarúgó, edző
- [4334] Pirik Margit, Blahó Kálmánné (1926–2007) kosárlabdázó, kajakozó, atléta
- [4335] Piroska János (1927–1990) síelő
- [4336] Piroska József (1930) síelő
- [4337] Pisont István (1970) labdarúgó
- [4338] Plachy Mátyás (1930) ökölvívó
- [4339] Plank Gábor (1951) sportlövő, öttusázó, edző
- [4340] Platthy József (1900–1990) lovas
- [4341] Plotár Gyula (1961) labdarúgó
- [4342] Pócsik Dénes (1940–2004) vízilabdázó, edző, sportvezető
- [4343] Póczik József (1953) labdarúgó, edző
- [4344] Podhánszky Zoltán (1965) vízilabdázó
- [4345] Podolszki Attila (1964) birkózó
- [4346] Podpinka András (1968) asztaliteniszező
- [4347] Pogány László (1954) labdarúgó
- [4348] Pogáts József (1928–2004)[77] sakkozó, sakkfeladványszerző
- [4349] Pohl Anette (1970) úszó
- [4350] Poich Loránd (1926) repülőmodellező, sportvezető
- [4351] Pokk Marianna, Háden Péterné (1965) tájfutó
- [4352] Polacsek György (1964) evezős
- [4353] Polányi László (1946) röplabdázó, edző
- [4354] Polgár Anna (1965) kajakozó, edző
- [4355] Polgár Gyula (1910–1992) labdarúgó, edző
- [4356] Polgár Judit (1976) sakkozó
- [4357] Polgár László (1946) sakkedző, menedzser, pedagógus
- [4358] Polgár László (1967) kézilabdázó
- [4359] Polgár Lászlóné, Altberger Klára (1946) tanár
- [4360] Polgár Zsófia (1974) sakkozó
- [4361] Polgár Zsolt (1967) kickbokszoló
- [4362] Polgár Zsuzsa (1969) sakkozó
- [4363] Policsányi István (1945) röplabdázó, edző
- [4364] Pólik György (1939) kosárlabdázó, edző
- [4365] Pollák Gabriella, Lombosné (1967) röplabdázó
- [4366] Polonyi Károly (1947) sportrepülő, vitorlázórepülő
- [4367] Polster Péter (1966–2014) kosárlabdázó
- [4368] Polszter Béla (1953) tornász, edző
- [4369] Polyák Imre (1932–2010) birkózó, edző, sportvezető
- [4370] Pomozi Ernő (1959) búvárúszó
- [4371] Pomucz Tamás (1957–2020[78]) vitorlázó, edző
- [4372] Pongrácz Antal (1946) sportvezető, közgazdász
- [4373] Pongrácz György (1939–2001) labdarúgó, asztaliteniszező, sportújságíró
- [4374] Poór Éva (1948) asztaliteniszező
- [4375] Popovics Deján (1931–2018) röplabdázó
- [4376] Popper György (1947) sportvezető
- [4377] Porkoláb Ferenc (1966) ejtőernyős
- [4378] Portisch Ferenc (1939) sakkozó
- [4379] Portisch Lajos (1937) sakkozó, szakíró, edző
- [4380] Porubszky Ernő (1913–1997[79]) súlyemelő
- [4381] Porubszky László (1929–1991) röplabdaedző
- [4382] Porubszky Mária, Angyalosiné (1945–1991) sakkozó
- [4383] Pósa Béla (1914–1991) labdarúgó
- [4384] Possuth Krisztina (1974) sportakrobata
- [4385] Póth János (1945–2023) jégkorongozó, edző
- [4386] Pottyondi József (1954) vízilabdázó
- [4387] Povázsai László (1937–2010) labdarúgó, edző
- [4388] Povázsán Katalin, Rajna Andrásné (1960) kajakozó
- [4389] Povázsay Péter (1946–2024)[80] kenus, edző
- [4390] Póznik György (1959) jégkorongozó
- [4391] Pozsár Mihály (1938) cselgáncsozó, edző
- [4392] Pozsik Éva (1956) tollaslabdázó
- [4393] Pölöskei Gábor (1960) labdarúgó, edző
- [4394] Pősze Lajos (1954) politikus, sportvezető
- [4395] Préda István (1941–2025)[81] párbajtőrvívó, orvos
- [4396] Preiner Kálmán (1921–1999) labdarúgó, edző
- [4397] Preszeller Tamás (1958) labdarúgó
- [4398] Pribék István (1961) kézilabdázó
- [4399] Pribéli Judit (1968) labdarúgó
- [4400] Prieszol József (1942) kosárlabdázó, sportvezető
- [4401] Prill László (1963) tájfutó
- [4402] Priznitz Ilona, Palotásné (1953) röplabdázó
- [4403] Prohászka László (1920–2013) röplabdázó, edző, sportvezető[82]
- [4404] Protzner Kálmán (1940) cselgáncsozó, orvos, baleseti sebész
- [4405] Prouza Ottó (1933–2021) röplabdázó, edző
- [4406] Pruma Tibor (1968) tornász
- [4407] Pucsok József (1935) sportorvos
- [4408] Puglits Gábor (1967) labdarúgó
- [4409] Puhl Sándor (1955–2021) labdarúgó-játékvezető
- [4410] Pulai Imre (1967) kenus, szánkós
- [4411] Pulai János (1945) cselgáncsozó, edző
- [4412] Punk Edit (1967) evezős
- [4413] Purgai Lajos (1933) repülőmodellező
- [4414] Puskár Zoltán (1970) öttusázó, triatlonista
- [4415] Puskás Andrea (1968) ritmikus sportgimnasztikázó
- [4416] Puskás Antal (1923) atléta, hármasugró
- [4417] Puskás Ferenc (1927–2006) labdarúgó, edző, sportvezető
- [4418] Puskás György (1948) gyeplabdázó, edző, sportvezető
- [4419] Puskás Lajos (1944) labdarúgó
- [4420] Pusztai Ildikó, Barnáné (1964) tőrvívó
- [4421] Puter Ferenc (1962) cselgáncsozó
- [4422] Putics Jenő (1961) kézilabdázó
- [4423] Putnik Bálint (1942) cselgáncsozó, sportvezető
- [4424] Putz István (1955) sportlövő

## R
- [4425] Rab Tibor (1955) labdarúgó
- [4426] Rábai Gyula (1942) atléta, rövidtávfutó
- [4427] Rácz János (1941–2023) kosárlabdázó, sportvezető
- [4428] Rácz Katalin (1965–2017)[83] atléta, középtávfutó
- [4429] Rácz Lajos (1952) birkózó, edző
- [4430] Rácz László (1961) labdarúgó
- [4431] Rácz Marianna (1959) kézilabdázó
- [4432] Rácz Miklós (1939) műkorcsolyázó, edző
- [4433] Rácz Zoltán (1963) búvárúszó
- [4434] Radácsi Ferenc (1934–1995) motorversenyző
- [4435] Radák Sándor (1951) autóversenyző
- [4436] Radányi Zoltán (1964) motorversenyző
- [4437] Radnai Csaba (1957) cselgáncsozó, edző
- [4438] Radnóty György (1955) vízilabdázó, edző
- [4439] Radó Lúcia, Bánhegyi Emilné (1948) röplabdázó, edző
- [4440] Radovics József (1965) kosárlabdázó, edző
- [4441] Ráduly Éva, Rázsó Györgyné (1940) tollaslabdázó
- [4442] Raduly József (1927–2022) labdarúgó, edző
- [4443] Rafael Irén (1966) vízilabdázó
- [4444] Raffa György (1938) jégkorongozó, edző, sportvezető
- [4445] Ragoncsa Ferenc (1961) búvárúszó
- [4446] Raj Tímea (1973) súlyemelő
- [4447] Rajcsányi László (1907–1992) kardvívó, sportvezető
- [4448] Rajkai Andrea (1968) tekvandózó
- [4449] Rajkai László (1923–2010) jégkorongozó, edző
- [4450] Rajki Béla (1909–2000) vízilabdaedző, úszóedző, szakíró
- [4451] Rajki Erzsébet (1948) kosárlabdázó
- [4452] Rajmon Árpád (1933–2015)[84] cselgáncsozó, edző
- [4453] Rajmon Gyula (1932–2012)[85] cselgáncsozó, edző
- [4454] Rajna András (1960) kajakozó
- [4455] Rajna György (1947) sakkozó
- [4456] Rajna Károly (1934–2016) labdarúgó, sportvezető
- [4457] Rajna Vilmos (1946) búvárúszó
- [4458] Rajnai Klára (1953) kajakozó
- [4459] Rakitay Zsuzsa, Bohn Ferencné (1936) evezős, edző
- [4460] Rákóczi Károly (1966) evezős
- [4461] Rákóczi László (1926–2016) labdarúgó, edző
- [4462] Rákóczi Zsuzsanna (1954) síelő
- [4463] Rakonczay Tibor (1923) sportlövő, edző
- [4464] Rákos Adrienn (1973) asztaliteniszező
- [4465] Rákos József (1936–2018)[86] tekéző, edző
- [4466] Rákosfalvy Zoltán (1963) búvárúszó
- [4467] Rákosi Gyula (1938) labdarúgó, edző
- [4468] Rakusz Éva (1961) kajakozó
- [4469] Ranga László (1957–2001) autóversenyző
- [4470] Rankasz Ernő (1969) tájfutó
- [4471] Ránky Mátyás (1944) kosárlabdázó, edző
- [4472] Rapp Imre (1937–2015) labdarúgó, edző
- [4473] Raskó Józsefné, Kenyeres Lívia, Regőczi Kálmánné (1927) evezős, edző, sportvezető
- [4474] Raskó Judit (1950) evezős, edző
- [4475] Rasztótzky János (1957) kajakozó, edző
- [4476] Rátkai János (1951) kajakozó, edző, sportvezető
- [4477] Rátkai László (1944–2023) labdarúgó, edző, sportvezető
- [4478] Rátkai Tamás (1953) repülőmodellező
- [4479] Rátonyi Gábor (1952–2019) öttusázó, úszó, edző, politikus
- [4480] Rátvay Anita, Molnárné (1966) kosárlabdázó
- [4481] Rátvay Katalin, Cziráky Lászlóné (1945) kosárlabdázó
- [4482] Rau Éva, Margitné (1955) röplabdázó
- [4483] Raus Károly (1963) atléta, magasugró
- [4484] Rauch Anikó (1970) kosárlabdázó
- [4485] Rázsó György (1938–2008) tollaslabdázó
- [4486] Rázsó Pál (1933–2021) tollaslabdázó, edző, sportvezető[87]
- [4487] Rechnitzer Zoltán (1949) kajakozó, edző
- [4488] Recska László (1953) kosárlabdázó, edző
- [4489] Réczi László (1947) birkózó, edző, sportvezető
- [4490] Réder József (1951) ökölvívó, edző
- [4491] Reé András (1940) repülőmodellező, edző
- [4492] Reé László (1968) repülőmodellező
- [4493] Regdánszky Matild, Leveleki Lászlóné (1921–2007)[88] atléta, gerelyhajító
- [4494] Regőczy Krisztina (1955) műkorcsolyázó, edző
- [4495] Rehus Uzor György (1946–2020) súlyemelő, edző
- [4496] Reichnach Ferenc (1964) atléta, középtávfutó, edző
- [4497] Reigl Mariann, Onyestyákné (1953) kosárlabdázó, edző
- [4498] Reisz János, id. (1929–2023) motorversenyző, edző
- [4499] Reisz János, ifj. (1952) motorversenyző, edző
- [4500] Rejtő Ildikó, Újlakiné, Ságiné (1937) tőrvívó, edző
- [4501] Remsei Mónika (1972) evezős
- [4502] Renn Katalin, Pillinger Mihályné (1937) kosárlabdázó
- [4503] Rényi Ferenc (1971) vitorlázó
- [4504] Répás Béla (1947) labdarúgó, edző
- [4505] Répási Erika, Polgár Vilmosné (1951) evezős
- [4506] Répási László (1966) labdarúgó
- [4507] Repka Attila (1968) birkózó
- [4508] Rerrich Béla (1917–2005) párbajtőrvívó, edző
- [4509] Rész Mihály (1916–1995) síelő, síugró
- [4510] Retezár Imre (1933–2023)[89] atléta, gátfutó, edző
- [4511] Rétháti Géza (1952) kenus, edző
- [4512] Réti István (1957) súlyemelő, edző
- [4513] Retkes József (1961) birkózó, edző
- [4514] Reuss Mátyás (1931) vitorlázó
- [4515] Révész Bendegúz (1942) ökölvívó-versenybíró, sportvezető, repülőmérnök
- [4516] Révész János (1950) tekéző, edző
- [4517] Révész Miklós (1942) politikus, sportvezető
- [4518] Rezák László (1949) kosárlabdaedző
- [4519] Rezák Pál (1966) atléta, rövidtávfutó
- [4520] Ribényi Imre (1942) tájfutó
- [4521] Ribiánszky József (1942) vitorlázó
- [4522] Ribizsár Mihály (1945) motorcsónak-versenyző
- [4523] Ribli Zoltán (1951) sakkozó, edző
- [4524] Rieth József (1944) síelő
- [4525] Rigler Endre (1947) biológus
- [4526] Rigó János (1948–2020) sakkozó, edző, sportvezető
- [4527] Rimaszombati Klára (1934) orvos, gyógytestnevelő tanár
- [4528] Rimely András (1947) atlétaedző
- [4529] Rimóczi János (1960) ökölvívó
- [4530] Ringhoffer Zsolt (1945) atléta, gátfutó, edző
- [4531] Ritter Edit (1952) búvárúszó
- [4532] Robotka István (1958) birkózó
- [4533] Rochy Zoltán (1956) sportújságíró, szerkesztő
- [4534] Rockenbauer Gabriella (1969) evezős
- [4535] Rohonczi Mária, Kamarás Istvánné (1923–1992) atléta, gerelyhajító, kosárlabdázó
- [4536] Róka Gaszton (1930–2006) röplabdázó, edző, sportvezető
- [4537] Róka Mária, Kemény Lászlóné (1940) kajakozó
- [4538] Rókusfalvy Pál (1931) pszichológus, pedagógus
- [4539] Rolek Ferenc (1953) tollaslabdázó, edző, politikus
- [4540] Romák Éva (1919–2007)[90] tornász, kosárlabdázó, atléta, tornaedző
- [4541] Romhányi László (1963) súlyemelő
- [4542] Romhányi Zoltán (1954) kajakozó, edző
- [4543] Romvári László (1943) evezős, edző
- [4544] Róna László (1913–2007) jégkorongozó
- [4545] Róna Péter (1940) filmrendező
- [4546] Rónaszéki Ildikó (1971) vízilabdázó
- [4547] Rónay Ildikó, Matuscsákné (1946) tőrvívó
- [4548] Rosivall Zoltán (1944) síelő, edző, sportvezető
- [4549] Roska János (1950) gyeplabdázó, sportújságíró, sportvezető
- [4550] Rosta Miklós (1969) kézilabdázó
- [4551] Rostás Irén (1951) tájfutó, edző
- [4552] Rostás Sándor (1962–2019) labdarúgó
- [4553] Rosza Mária, Urbanikné (1967) atléta, gyalogló
- [4554] Róth Antal (1960) labdarúgó, edző
- [4555] Róth Ferenc (1953) sportújságíró
- [4556] Róth István (1936) cselgáncsozó, grafikusművész
- [4557] Rothermel Ádám (1948) labdarúgó
- [4558] Rothermel Anna, Elek Gyuláné (1938–2005) kézilabdázó, sportvezető
- [4559] Rotter Emília, Szmolár Pálné (1906–2003) műkorcsolyázó
- [4560] Rovnyai János (1951) birkózó, edző
- [4561] Rózsa Andor (1913–2003)[91] sakkfeladványszerző
- [4562] Rózsa András (1935–2016) sportújságíró, költő
- [4563] Rózsa András (1957) ökölvívó, edző
- [4564] Rózsa Emese (1964) tájfutó
- [4565] Rózsa György (1909–1992) sportújságíró
- [4566] Rózsa György (1947) újságíró, producer, sportvezető
- [4567] Rózsa István (1944) atléta, rövidtávfutó, létesítményvezető
- [4568] Rózsa László (1906–2000) kosárlabdázó, sportújságíró
- [4569] Rózsa László (1913–2004) kézilabdázó
- [4570] Rózsa Norbert (1972) úszó
- [4571] Rózsás Péter (1943–2024) asztaliteniszező, edző
- [4572] Rózsavári Nándor (1955) tőrvívó, edző
- [4573] Rózsavölgyi Éva (1957) teniszező
- [4574] Rózsavölgyi István (1929–2012) atléta, középtávfutó, edző
- [4575] Rozsnyai Huba (1942–2020)[92] atléta, rövidtávfutó
- [4576] Rózsnyói Katalin, Fábián Lászlóné (1942) kajakozó, edző
- [4577] Rozsnyói Sándor (1930–2014) atléta, akadályfutó
- [4578] Rozsos Andrea (1968) cselgáncsozó
- [4579] Röck Samu (1938) tornaedző
- [4580] Röser Norbert (1931) repülőmodellező
- [4581] Róser Ottó (1933) repülőmodellező
- [4582] Röser Péter (1937) repülőmodellező, evezős
- [4583] Rubik Ernő (1910–1997) gépészmérnök, repülőgép-tervező, vitorlázórepülő-oktató
- [4584] Rudas Ferenc (1921–2016) labdarúgó, edző, sportvezető
- [4585] Rudolf Erika (1954–2009) atléta, magasugró
- [4586] Rudolf Róbert (1957) úszó
- [4587] Rugovics Vendel (1967) labdarúgó
- [4588] Ruják István (1958) vitorlázó
- [4589] Rusorán Péter (1940–2012) vízilabdázó, edző
- [4590] Ruszkai Katalin (1928–2005) sportújságíró
- [4591] Rusznák Gergely (1955) karatéző, edző
- [4592] Ruzsnyák József (1947) birkózó, edző
- [4593] Ruttkai Iván[93] (1926[94]–2013) gyorskorcsolyázó
- [4594] Ruza József (1944) sportvezető
- [4595] Ruzsa József, id. (1917–1989) autómodellező
- [4596] Ruzsa József, ifj. (1954) autómodellező
- [4597] Ruzsenszky Zsuzsa (1958) asztaliteniszező